# Danh sách nhân vật thần thoại Hy Lạp
Dưới đây là danh sách các vị thần trong Thần thoại Hy Lạp.

## Các thần nguyên thủy - Primordial

### Các thần sinh ra đầu tiên - Protogenoi I
| Tên      | Tên khác                                       | Tiếng Hy Lạp | Giới tính | Cha, mẹ                                                                     | Phối ngẫu          | Con cái                                                         | Chủ trì                                                                                               |
| -------- | ---------------------------------------------- | ------------ | --------- | --------------------------------------------------------------------------- | ------------------ | --------------------------------------------------------------- | --- |
| Aion     | Aeon                                           | Αιων         | Nam       | Sinh ra đầu tiên                                                            | -                  | -                                                               | Thần của cung hoàng đạo và thời gian vô tận không có quá khứ, hiện tại, tương lai                     |
| Akhlys   | Caligine; Caligo, Achlys                       | Αχλυς        | Nữ        | 1. Sinh ra đầu tiên 2. Nyx (không cha)                                      | -                  | -                                                               | Nữ thần đêm vĩnh cữu, sương mù vũ trụ, sự khốn khổ, chất độc                                          |
| Eros     | Amor                                           | Ερος         | Nam       | 1. Sinh ra đầu tiên 2. Khaos (không cha) 3. Nyx (không cha) 4. Erebos & Nyx | Khaos              | Các Birds                                                       | Thần của sự sinh sản (khác với Eros/Cupid)                                                            |
| Gaia     | Gaie, Ge, Gaea, Terra, Tellus, Pilos           | Γαια         | Nữ        | 1. Sinh ra đầu tiên 2. Hydros (không mẹ) 3. Aither & Hemera                 | <Bài chi tiết>     | <Bài chi tiết>                                                  | Nữ thần nguyên thủy của trái đất                                                                      |
| Hydros   | Hydros                                         | Ὑδρος        | Nam       | Sinh ra đầu tiên                                                            | Gaia               | Gaia, Khronos, Ananke, Phanes                                   | Thần nước nguyên sơ                                                                                   |
| Khaos    | Khaeos, Chaos, Aer                             | Χαος         | Nữ        | 1. Sinh ra đầu tiên 2. Khronos & Ananke 3. Khronos (không mẹ)               | 1. Eros            | Erebos, Nyx, Aither, Hemera, Eros, Các Morai, 1. Các Birds      | Thần không gian, của sự hỗn mang và các khoảng không vô cùng, vô tận                                  |
| Khronos  | Chronos, Chronus, Kronos, Cronus, Poros, Porus | Χρονος       | Nam       | 1. Sinh ra đầu tiên 2. Hydros & Gaia                                        | 1. Ananke 2. Nyx   | Các Horai 1. Khaos, Aither, Phanes, Erebos 2. Hemera, các Morai | Thần của thời gian tuyến tính, hiện hữu có quá khứ, hiện tại và tương lai, bố trí và sắp đặt tự nhiên |
| Physis   | Phusis, Natura, Protogeneia, Primagena         | Φυσις        | Nữ        | Sinh ra đầu tiên                                                            | -                  | -                                                               | Nữ thần của nguồn gốc và trật tự thiên nhiên                                                          |
| Tartaros | Tartarus                                       | Ταρταρος     | Nam       | 1. Sinh ra đầu tiên 2. Aither & Gaia                                        | 1. Gaia 2. Nemesis | 1. Typhoeus, Ekhidna, các Gigantes 2. Các Telkhines             | Thần địa ngục, vực sâu vô tận và bóng tối khôn cùng                                                   |
| Thesis   | Thetis                                         | Θεσις        | Nữ        | Sinh ra đầu tiên                                                            | Hydros             | Khronos, Ananke, Poros, Penia                                   | Nữ thần kiến tạo, của trí tưởng tượng, sự sáng tạo                                                    |

### Các thần thế hệ thứ 2 - Protogenoi II
| Tên      | Tên khác                                                                                          | Tiếng Hy Lạp | Giới tính | Cha, mẹ | Phối ngẫu                             | Con cái                                                                        | Chủ trì                                                                    |
| -------- | ------------------------------------------------------------------------------------------------- | ------------ | --------- | --- | ------------------------------------- | ------------------------------------------------------------------------------ | -------------------------------------------------------------------------- |
| Aither   | Aether, Akmon, Acmon                                                                              | Αιθηρ        | Nam       | 1. Erebos & Nyx 2. Erebos (không mẹ) 3. Khronos & Ananke 4. Khronos (không mẹ) 5. Khaos (không cha)                     | 1. Hemera 2. Gaia                     | Nephelai 1. Gaia, Ouranos, Thalassa 2. Các Daimones                            | Thần của ánh sáng, không khí trên trời (thượng khí)                        |
| Ananke   | Tecmor, Tekmor, Necessitas, Anankaie, Anancaea, Adrasteia, Adrastia, Adresteia,                   | Αναγκη       | Nữ        | Hydros & Gaia | Khronos                               | Khaos, Aither, Phanes, Erebos Các Morai                                        | Nữ thần của sự cưỡng ép, cấp bách, cần thiết, giới hạn và kết thúc sự sống |
| Erebos   | Erebus, Skotos, Scotus                                                                            | Ερεβος       | Nam       | 1. Khaos (không cha) 2. Khronos & Ananke                                                                                | Nyx                                   | Aither, Hemera, Eros, Các Daimones                                             | Thần bóng tối                                                              |
| Hemera   | Dies, Amera, Amara, Hemere                                                                        | Ἡμερα        | Nữ        | 1. Erebos & Nyx 2. Erebos (không mẹ) 3. Khronos & Nyx 4. Khaos (không cha)                                              | Aither                                | Gaia, Ouranos, Thalassa                                                        | Nữ thần ban ngày                                                           |
| Nesoi    | Nesos, Nesus, Nesi                                                                                | Νησοι        | Nữ        | Gaia (không cha) | -                                     | -                                                                              | Nữ thần của các quần đảo                                                   |
| Nyx      | Nox                                                                                               | Νυξ          | Nữ        | 1. Khaos (không cha) 2. Phanes (không mẹ)                                                                               | <Bài chi tiết>                        | <Bài chi tiết>                                                                 | Nữ thần ban đêm                                                            |
| Ouranos  | Uranus, Caelum, Akmonides, Acmonides                                                              | Ουρανος      | Nam       | 1. Gaia (không cha) 2. Aither & Gaia 3. Aither & (không mẹ) 4. Aither & Hemera 5. Nyx (không cha) 6. Khronos (không mẹ) | <Bài chi tiết>                        | <Bài chi tiết>                                                                 | Thần bầu trời                                                              |
| Ourea    | Ouros, Oros, Mons, Montes                                                                         | Ουρεα        | Nam       | Gaia (không cha) | -                                     | -                                                                              | Thần núi, các dãy núi, ngọn núi                                            |
| Phanes   | Protogonos, Protogonus, Protogenos, Protogenus, Ericepaeus, Erikepaeus, Priapus, Priepus, Antauge | Φανης        | Nam       | 1. Khronos & Ananke (ấp) 2. Hydros & Gaia 3. Poros & Penia                                                              | -                                     | Nyx                                                                            | Thần sáng tạo, thúc đẩy cuộc sống                                          |
| Pontos   | Pontus                                                                                            | Ποντος       | Nam       | 1. Gaia (không cha) 2. Aither & Gaia                                                                                    | 1. Thalassa 2. Gaia                   | 1. Các Fish 2. Nereus, Thaumas, Phorkys, Keto, Eurybia, Aigaios, Các Telkhines | Thần biển                                                                  |
| Thalassa | Mare, Thalasse, Thalatte, Thalatta                                                                | Θαλασσα      | Nữ        | Aither & Hemera | 1. Pontos 2. Ouranos (máu) 3. Aigaios | Các Telkhines, Halia 1. Các Fish 2. Aphrodite 3. Aigaion                       | Nữ thần đại dương                                                          |

## Các thần khổng lồ - Titan

### Các thần thế hệ I - Elder Titan
| Tên       | Tên khác                 | Tiếng Hy Lạp | Giới tính | Cha, mẹ                                                  | Phối ngẫu                  | Con cái                                                                                          | Chủ trì |
| --------- | ------------------------ | ------------ | --------- | -------------------------------------------------------- | -------------------------- | ------------------------------------------------------------------------------------------------ | --- |
| Dione     | Dione                    | Διωνη        | Nữ        | 1. Ouranos & Gaia 2. Aither & Gaia 3. Okeanos & Tethys   | Zeus                       | Aphrodite, Dionysos                                                                              | Thần Titan của các nhà tiên tri, lời sấm truyền                                                                            |
| Hyperion  | Hyperion                 | Ὑπεριων      | Nam       | 1. Ouranos & Gaia 2. Aither & Gaia                       | Theia                      | Helios, Selene, Eos, Titan                                                                       | Thần Titan của ánh sáng và các chu kỳ của ngày và đêm                                                                      |
| Iapetos   | Iapetus, Japetus         | Ιαπετος      | Nam       | 1. Ouranos & Gaia 2. Gaia (không cha) 3. Tartaros & Gaia | 1. Klymene 2. Thornax      | Ankhiale 1. Atlas, Prometheus, Epimetheus, Menoitios 2. Bouphagos                                | Thần Titan của sự chết chóc và tuổi thọ                                                                                    |
| Koios     | Coeus, Polos, Polus      | Κοιος        | Nam       | 1. Ouranos & Gaia 2. Aither & Gaia 3. Gaia (không cha)   | Phoibe,                    | Leto, Asteria                                                                                    | Thần Titan trí tuệ và trục thiên đường                                                                                     |
| Eurynome  | Ευρυνομη                 | Ευρυνομη     | Nữ        | Okeanos (không mẹ)                                       | Ophion                     | -                                                                                                | Nữ hoàng đầu tiên của các Titan, thần vương quyền trùng tên nữ thần đồng cỏ (gen II)                                       |
| Krios     | Kreios, Crius            | Κριως        | Nam       | Ouranos & Gaia                                           | Eurybia                    | Astraios, Pallas, Perses, Python                                                                 | Thần Titan của các chòm sao trên trời                                                                                      |
| Kronos    | Cronus, Saturnus, Saturn | Κρονος       | Nam       | 1. Ouranos & Gaia 2. Aither & Gaia                       | 1. Rhea 2. Philyre         | Các Korybantes, Picus 1. Hestia, Demeter, Hera, Haides, Poseidon, Zeus 2. Kheiron, Aphros        | Vua của Titan, thần của thời gian hủy diệt                                                                                 |
| Mnemosyne | Mnemosyne                | Μνημοσυνη    | Nữ        | 1. Ouranos & Gaia 2. Aither & Gaia                       | Zeus                       | Các Mousai                                                                                       | Thần Titan của ký ức, hồi tưởng, trí nhớ, ngôn từ                                                                          |
| Okeanos   | Oceanus                  | Ωκεανος      | Nam       | 1. Ouranos & Gaia 2. Aither & Gaia                       | 1. Tethys 2. Theia 3. Gaia | Các Aurai, các Nephelai, các Limnai 1. Các Okeanides, các Potamoi 2. Các Kerkopes 3. Triptolemos | Thần Titan của biển và đại dương                                                                                           |
| Ophion    | Ophion                   | Οφιων        | Nam       | 1. Ouranos & Gaia 2. Aither & Gaia                       | Eurynome                   | -                                                                                                | Vị vua đầu tiên của các Titan, thần của thiên đường                                                                        |
| Phoibe    | Phoebe                   | Φοιβη        | Nữ        | Ouranos & Gaia                                           | Koios                      | Leto, Asteria                                                                                    | Thần Titan trí tuệ, thông minh và tiên tri                                                                                 |
| Rheia     | Rhea, Ops, Opis          | Ρεια         | Nữ        | 1. Ouranos & Gaia 2. Aither & Gaia                       | Kronos                     | Hestia, Demeter, Hera, Haides, Poseidon, Zeus                                                    | Nữ hoàng của Titan, thần sinh sản của nữ giới và những ngọn núi hoang dã                                                   |
| Tethys    | Tethys                   | Τηθυς        | Nữ        | Ouranos & Gaia                                           | Okeanos                    | Các Okeanides, các Potamoi, các Nephelai                                                         | Thần Titan của các dòng sông, nước ngọt                                                                                    |
| Theia     | Theia                    | Θεια         | Nữ        | Ouranos & Gaia                                           | Hyperion                   | Helios, Selene, Eos                                                                              | Thần Titan của thị giác, ánh sáng của bầu trời xanh                                                                        |
| Themis    | Themis                   | Θεμις        | Nữ        | 1. Ouranos & Gaia 2. Aither & Gaia                       | Zeus                       | Prometheus, các Morai, các Horai, các Nymphai                                                    | Thần Titan của luật lệ và trật tự thiêng liêng - những quy tắc ứng xử truyền thống đầu tiên được thiết lập bởi các vị thần |

### Các thần thế hệ II - Younger Titan
| Tên                                                                                               | Tên khác           | Tiếng Hy Lạp | Giới tính | Cha, mẹ                                                                    | Phối ngẫu                           | Con cái                                                                               | Chủ trì |
| ------------------------------------------------------------------------------------------------- | ------------------ | ------------ | --------- | -------------------------------------------------------------------------- | ----------------------------------- | ------------------------------------------------------------------------------------- | --- |
| Ankhiale                                                                                          | Anchiale           | Αγχιαλη      | Nữ        | 1. Iapetos (không mẹ) 2. Phoroneus                                         | 1. Hekateros 2. Apollo              | Kydnos 1. Daktyloi, Hekaterides 2. Oaxos                                              | Nữ thần Titan hơi ấm và sức nóng truyền từ lửa                                                                                      |
| Asteria                                                                                           | Asteria            | Αστερια      | Nữ        | Koios & Phoibe                                                             | Perses                              | Hekate                                                                                | Nữ thần Titan của buổi đêm vắng sao, thuật chiêm tinh và những lời tiên tri vào ban đêm                                             |
| Astraios                                                                                          | Astraeus           | Αστραιος     | Nam       | 1. Krios & Eurybia 2. Tartaros & Gaia                                      | Eos                                 | Các Anemoi, các Astra, Astraia                                                        | Thần Titan của các ngôi sao, hành tinh và bảo trợ cho các nhà nghiên cứu chiêm tinh học                                             |
| Atlas                                                                                             | Atlas              | Ατλας        | Nam       | 1. Iapetos & Klymene 2. Iapetos (không mẹ)                                 | 1. Pleione 2. Aethra 3. Hesperis    | Kalypso, Maira, Dione, 1. Các Pleiades 2. Các Hyades, Hyas 3. Các Hesperides          | Thần Titan chống đỡ vũ trụ, thần thiên văn học                                                                                      |
| Eos                                                                                               | Aurora             | Ηως          | Nữ        | 1. Hyperion & Theia 2. Pallas (không mẹ)                                   | 1. Astraios 2. Tithonos 3. Kephalos | 1. Các Anemoi, các Astra, Astraia 2. Memnon, Emathion 3. Hesperos, Phaethon, Tithonos | Thần Titan bình minh, rạng đông |
| Epimetheus                                                                                        | Epimetheus         | Επιμηθευς    | Nam       | Iapetos & Klymene                                                          | Pandora                             | Pyrrha, Ephyra, Prophasis                                                             | Thần Titan của những lối suy nghĩ phá cách và hiện đại, bảo trợ cho những điều tiến bộ trong xã hội                                 |
| Eurynome                                                                                          | Eurynome           | Ευρυνομη     | Nữ        | 1. Okeanos & Tethys 2. Okeanos (không mẹ)                                  | Zeus                                | Các Kharites, Asopos                                                                  | Thần Titan của đồng cỏ, bãi cỏ, hoa, bụi rậm                                                                                        |
| Helios                                                                                            | Helius, Sol        | Ἡλιος        | Nam       | 1. Hyperion & Theia 2. Hyperion (không mẹ)                                 | <Bài chi tiết>                      | <Bài chi tiết>                                                                        | Thần Titan mặt trời, bảo vệ lời thề và thị giác                                                                                     |
| Klymene                                                                                           | Clymene, Asia      | Κλυμηνη      | Nữ        | Okeanos & Tethys                                                           | Iapetos                             | Atlas, Prometheus, Epimetheus,Menoitios                                               | Thần Titan của danh tiếng, sự nổi tiếng và bảo trợ cho những nghệ sĩ                                                                |
| Lelantos                                                                                          | Lelantus           | Ληλαντος     | Nam       | Koios & Phoibe                                                             | Periboia                            | Aura                                                                                  | Thần Titan không khí, điều khiển không khi vô hình                                                                                  |
| Leto                                                                                              | Latona             | Λητω         | Nữ        | 1. Koios & Phoibe 2. Koios (không mẹ) 3. Phoibe (không cha)                | Zeus                                | Apollo, Artemis                                                                       | Thần Titan của sự vô tình đi ngang qua, buổi đêm không sao và tình mẫu tử, bảo hộ trẻ em                                            |
| Menoitios                                                                                         | Menoetius          | Μενοιτιος    | Nam       | Iapetos & Klymene                                                          | -                                   | -                                                                                     | Thần Titan của hành động nổi loạn, những cơn bạo nộ và sự giận dữ mất kiểm soát                                                     |
| Metis                                                                                             | Metis              | Μητις        | Nữ        | Okeanos & Tethys                                                           | Zeus                                | Athena, Poros                                                                         | Thần Titan của trí tuệ mưu lược, của những kế sách quân sự, đại diện cho quân sư trong các trận chiến và là thần của vẻ đẹp trí tuệ |
| Pallas                                                                                            | Pallas             | Παλλας       | Nam       | 1. Krios & Eurybia 2. Krios (không mẹ)                                     | Styx                                | Eos, Selene, Zelos, Nike, Kratos, Bia, Fountains, Lakes                               | Thần Titan chiến tranh và những trận đấu                                                                                            |
| Perses                                                                                            | Persaios, Persaeus | Περσης       | Nam       | Krios & Eurybia                                                            | Asteria                             | Hekate, Khariklo                                                                      | Thần Titan của sự sụp đổ, phá huỷ, lời nguyền và sự nguyền rủa cuối đời                                                             |
| Prometheus                                                                                        | Prometheus         | Προμηθευς    | Nam       | 1. Iapetos & Klymene 2. Iapetos (không mẹ) 3. Themis hoặc Gaia (không cha) | 1. Pronoia 2. Asie                  | Aidos 1. Deukalion 2. Hellen                                                          | Thần Titan tiên tri, của suy nghĩ xảo quyệt                                                                                         |
| Selene                                                                                            | Luna               | Σεληνη       | Nữ        | 1. Hyperion & Theia 2. Pallas (không mẹ) 2. Helios (không mẹ)              | 1. Zeus 2. Helios 3. Endymion       | Leon Nemeios, Mousaios 1. Pandeia, Herse, Nemea 2. Các Horai 3. Menai, Narkissos      | Thần Titan mặt trăng và sự lừa dối, bảo trợ cho những tên cướp vào ban đêm                                                          |
| Titan                                                                                             | Titan              | Τιταν        | Nam       | Hyperion (không mẹ)                                                        |                                     |                                                                                       | |
| -                                                                                                 |                    |              |           |                                                                            |                                     |                                                                                       | |
| Thần Titan của sự dạy dỗ, người thầy, người sáng tạo lịch và là thần của tri thức rộng lớn vô vàn |                    |              |           |                                                                            |                                     |                                                                                       | |

### Các thần thế hệ III - New Titan
| Tên  | Tên khác | Tiếng Hy Lạp | Giới tính | Cha, mẹ                          | Phối ngẫu | Con cái          | Chủ trì                                                    |
| ---- | -------- | ------------ | --------- | -------------------------------- | --------- | ---------------- | ---------------------------------------------------------- |
| Aura | Aure     | Αυρα         | Nữ        | 1. Lelantos & Periboia 2. Kybele | Dionysos  | Iakkhos, Twindon | Nữ thần của những cơn gió nhẹ, không khí trong lành mát mẻ |

## Các thần khổng lồ - Giants

### Các Cyclopes (Kyklopes)
Là 3 người khổng lồ bất tử, có một mắt tròn ở giữa trán, đã rèn ra những tia sét cho thần Zeus
| Tên      | Tên khác             | Tiếng Hy Lạp | Giới tính | Cha, mẹ        | Phối ngẫu | Con cái | Chủ trì                  |
| -------- | -------------------- | ------------ | --------- | -------------- | --------- | ------- | ------------------------ |
| Arges    | Akmonides, Acmonides | Αργης        | Nam       | Ouranos & Gaia | -         | -       | Khổng lồ làm ra tia sáng |
| Brontes  | Argilipos, Argilipus | Βροντης      | Nam       | Ouranos & Gaia | -         | -       | Khổng lồ làm ra tia sét  |
| Steropes | Pyracmon, Pyrakmon   | Στεροπης     | Nam       | Ouranos & Gaia | -         | -       | Khổng lồ làm ra tia chớp |

Ngoài ra còn có 4 Cyclopes trẻ khác, bao gồm:
| Tên      | Tên khác  | Tiếng Hy Lạp | Giới tính | Cha, mẹ        | Phối ngẫu | Con cái | Chủ trì          |
| -------- | --------- | ------------ | --------- | -------------- | --------- | ------- | ---------------- |
| Elatreus | Elatreus  | Ελατρευς     | Nam       | Ouranos & Gaia | -         | -       | Khổng lồ một mắt |
| Euryalos | Euryalus  | Ευρυαλος     | Nam       | Ouranos & Gaia | -         | -       | Khổng lồ một mắt |
| Halimede | Halimedes | Ἁλιμηδης     | Nam       | Ouranos & Gaia | -         | -       | Khổng lồ một mắt |
| Trakhios | Trachius  | Τραχιος      | Nam       | Ouranos & Gaia | -         | -       | Khổng lồ một mắt |

### Các Hecatoncheires (Hekatonkheires)
Là 3 người khổng lồ nguyên thủy, mỗi người có một trăm bàn tay để cầm những đám mây và năm mươi đầu để thổi những cơn gió, họ cũng được gọi với tên khác là Tritopatores (Tritopater/Tritopatreis)
| Tên      | Tên khác                                                                | Tiếng Hy Lạp | Giới tính | Cha, mẹ                                                         | Phối ngẫu  | Con cái        | Chủ trì                         |
| -------- | ----------------------------------------------------------------------- | ------------ | --------- | --------------------------------------------------------------- | ---------- | -------------- | ------------------------------- |
| Briareos | Briareus, Obriareos, Obriareus, Aigaion, Aegaeon, Amalkeides, Amalcides | Βριαρεως     | Nam       | 1. Ouranos & Gaia 2. Aigaios (không mẹ) 3. Thalassa (không cha) | Kymopoleia | Oiolyka, Aitna | Khổng lồ của những cơn bão biển |
| Gyes     | Protocles, Protokles                                                    | Γυης         | Nam       | 1. Ouranos & Gaia 2. Aigaios (không mẹ) 3. Thalassa (không cha) | -          | -              | Khổng lồ của những cơn bão biển |
| Kottos   | Cottus, Protocleon, Protokleon                                          | Κοττος       | Nam       | 1. Ouranos & Gaia 2. Aigaios (không mẹ) 3. Thalassa (không cha) | -          | -              | Khổng lồ của những cơn bão biển |

### Các Gigantes
Là một bộ tộc gồm một trăm người khổng lồ được sinh ra từ nữ thần trái đất Gaia. Theo một số người, cô đã được tẩm máu của vị thần bầu trời Ouranos (Uranus). Trước sự thúc giục của Gaia, Gigantes đã tiến hành chiến tranh với các vị thần và bị phá hủy trong trận chiến sau đó.
| Tên        | Tên khác             | Tiếng Hy Lạp | Giới tính | Cha, mẹ                                                                      | Phối ngẫu  | Con cái        | Chủ trì                       |
| ---------- | -------------------- | ------------ | --------- | ---------------------------------------------------------------------------- | ---------- | -------------- | ----------------------------- |
| Agasthenes | Agasthenes           | Αγασθενης    | Nam       | 1. Gaia & máu Ouranos 2. Gaia (không cha) 3. Tartaros & Gaia                 | -          | -              |                               |
| Agrios     | Agrius               | Αγριος       | Nam       | 1. Gaia & máu Ouranos 2. Gaia (không cha) 3. Tartaros & Gaia                 | -          | -              |                               |
| Aigaion    | Aegaeon              | Αιγαιων      | Nam       | 1. Gaia & máu Ouranos 2. Gaia (không cha) 3. Tartaros & Gaia                 | -          | -              |                               |
| Alkyoneus  | Alcyoneus            | Αλκυονευς    | Nam       | 1. Gaia & máu Ouranos 2. Gaia (không cha) 3. Tartaros & Gaia                 | -          | Các Alcyonides |                               |
| Aristaios  | Aristaeus            | Αρισταιος    | Nam       | 1. Gaia & máu Ouranos 2. Gaia (không cha) 3. Tartaros & Gaia                 | -          | -              |                               |
| Azeios     | Azeus                | Αζειος       | Nam       | 1. Gaia & máu Ouranos 2. Gaia (không cha) 3. Tartaros & Gaia                 | ? (Nymphe) | Lykon          |                               |
| Damysos    | Damysus              | Δαμυσος      | Nam       | 1. Gaia & máu Ouranos 2. Gaia (không cha) 3. Tartaros & Gaia                 | -          | -              |                               |
| Emphytos   | Emphytos             | Έμφυτος      | Nam       | 1. Gaia & máu Ouranos 2. Gaia (không cha) 3. Tartaros & Gaia                 | -          | -              |                               |
| Enkelados  | Enceladus            | Εγκελαδος    | Nam       | 1. Gaia & máu Ouranos 2. Gaia (không cha) 3. Tartaros & Gaia                 | -          | -              |                               |
| Ephialtes  | Ephialtes            | Εφιαλτης     | Nam       | 1. Gaia & máu Ouranos 2. Gaia (không cha) 3. Tartaros & Gaia                 | -          | -              |                               |
| Euboios    | Euboios              | Ευβοιος      | Nam       | 1. Gaia & máu Ouranos 2. Gaia (không cha) 3. Tartaros & Gaia                 | -          | -              |                               |
| Euphorbos  | Euphorbos            | Ευφορβος     | Nam       | 1. Gaia & máu Ouranos 2. Gaia (không cha) 3. Tartaros & Gaia                 | -          | -              |                               |
| Euryalos   | Euryalus             | Ευρυαλος     | Nam       | 1. Gaia & máu Ouranos 2. Gaia (không cha) 3. Tartaros & Gaia                 | -          | -              |                               |
| Eurymedon  | Eurymedon            | Ευρυμεδων    | Nam       | 1. Gaia & máu Ouranos 2. Gaia (không cha) 3. Tartaros & Gaia                 | -          | -              |                               |
| Eurytos    | Eurytus              | Ευρυτος      | Nam       | 1. Gaia & máu Ouranos 2. Gaia (không cha) 3. Tartaros & Gaia                 | -          | -              |                               |
| Hippolytos | Hippolytus           | Ἱππολυτος    | Nam       | 1. Gaia & máu Ouranos 2. Gaia (không cha) 3. Tartaros & Gaia                 | -          | -              |                               |
| Hyperbios  | Hyperbios            | Υπερβίου     | Nam       | 1. Gaia & máu Ouranos 2. Gaia (không cha) 3. Tartaros & Gaia                 | -          | -              |                               |
| Khthonios  | Chthonius, Khthonion | Χθονιος      | Nam       | 1. Gaia & máu Ouranos 2. Gaia (không cha) 3. Tartaros & Gaia                 | -          | -              |                               |
| Klytios    | Clytius              | Κλυτιος      | Nam       | 1. Gaia & máu Ouranos 2. Gaia (không cha) 3. Tartaros & Gaia                 | -          | -              |                               |
| Leon       | Leo                  | Λεων         | Nam       | 1. Gaia & máu Ouranos 2. Gaia (không cha) 3. Tartaros & Gaia                 | -          | -              |                               |
| Mimas      | Mimas                | Μιμας        | Nam       | 1. Gaia & máu Ouranos 2. Gaia (không cha) 3. Tartaros & Gaia                 | -          | -              |                               |
| Mimon      | Mimon                | Μίμον        | Nam       | 1. Gaia & máu Ouranos 2. Gaia (không cha) 3. Tartaros & Gaia                 | -          | -              |                               |
| Molios     | Molios               | Μώλιος       | Nam       | 1. Gaia & máu Ouranos 2. Gaia (không cha) 3. Tartaros & Gaia                 | -          | -              |                               |
| Mylinos    | Mylinus              | Μυλινος      | Nam       | 1. Gaia & máu Ouranos 2. Gaia (không cha) 3. Tartaros & Gaia                 | -          | -              |                               |
| Olympos    | Olympus              | Ολυμπος      | Nam       | 1. Gaia & máu Ouranos 2. Gaia (không cha) 3. Tartaros & Gaia                 | -          | -              |                               |
| Otos       | Otus                 | Ότος         | Nam       | 1. Gaia & máu Ouranos 2. Gaia (không cha) 3. Tartaros & Gaia                 | -          | -              |                               |
| Ouranion   | Uranion, Uranian     | Ουρανιων     | Nam       | 1. Gaia & máu Ouranos 2. Gaia (không cha) 3. Tartaros & Gaia                 | -          | -              |                               |
| Pankrates  | Pancrates            | Πανκρατες    | Nam       | 1. Gaia & máu Ouranos 2. Gaia (không cha) 3. Tartaros & Gaia                 | -          | -              |                               |
| Peloros    | Peloreus             | Πελωρευς     | Nam       | 1. Gaia & máu Ouranos 2. Gaia (không cha) 3. Tartaros & Gaia                 | -          | -              |                               |
| Periboia   | Periboea             | Περιβοια     | Nữ        | Eurymedon (không mẹ)                                                         | Poseidon   | Nausithoos     |                               |
| Phoitios   | Phoetius             | Φοίτιος      | Nam       | 1. Gaia & máu Ouranos 2. Gaia (không cha) 3. Tartaros & Gaia                 | -          | -              |                               |
| Polybotes  | Polybotes            | Πολυβωτης    | Nam       | 1. Gaia & máu Ouranos 2. Gaia (không cha) 3. Tartaros & Gaia                 | -          | -              |                               |
| Porphyrion | Porphyrion           | Πορφυριων    | Nam       | 1. Gaia & máu Ouranos 2. Gaia (không cha) 3. Tartaros & Gaia 4. Erebos & Nyx | -          | -              |                               |
| Rhoikos    | Rhoecus              | Ροικός       | Nam       | 1. Gaia & máu Ouranos 2. Gaia (không cha) 3. Tartaros & Gaia                 | -          | -              |                               |
| Sykeus     | Syceus               | Συκευς       | Nam       | 1. Gaia & máu Ouranos 2. Gaia (không cha) 3. Tartaros & Gaia                 | -          | -              |                               |
| Theodamas  | Theodamas            | Θεοδαμας     | Nam       | 1. Gaia & máu Ouranos 2. Gaia (không cha) 3. Tartaros & Gaia                 | -          | -              |                               |
| Theomises  | Theomises            | Θεομισης     | Nam       | 1. Gaia & máu Ouranos 2. Gaia (không cha) 3. Tartaros & Gaia                 | -          | -              |                               |
| Thoon      | Thoon                | Θοων         | Nam       | 1. Gaia & máu Ouranos 2. Gaia (không cha) 3. Tartaros & Gaia                 | -          | -              |                               |
| Typhoeus   | Typhoeus             | Τυφωευς      | Nam       | 1. Gaia & máu Ouranos 2. Gaia (không cha) 3. Tartaros & Gaia                 | -          | -              | Bị Dionysos giết, khác Typhon |

### Các Giants khác
| Tên            | Tên khác       | Tiếng Hy Lạp   | Giới tính | Cha, mẹ                                                                                    | Phối ngẫu | Con cái | Chủ trì                                          |
| -------------- | -------------- | -------------- | --------- | ------------------------------------------------------------------------------------------ | --------- | ------- | ------------------------------------------------ |
| Alpos          | Alpus          | Αλπος          | Nam       | Gaia (không cha)                                                                           | -         | -       | Khổng lồ nhiều tay, tóc là những con rắn có sừng |
| Agrios         | Agrius         | Αγριος         | Nam       | Polyphonte & Gấu đực                                                                       | -         | -       | Khổng lồ nữa người nữa gấu                       |
| Anax           | Anax           | Αναξ           | Nam       | Gaia (không cha)                                                                           | -         | -       | Khổng lồ cao 5m                                  |
| Antaios        | Antaeus        | Ανταιος        | Nam       | 1. Poseidon & Gaia 2. Gaia (không cha)                                                     | -         | -       | Khổng lồ hiếu chiến, thích vật lộn               |
| Argos Panoptes | Argus Panoptes | Αργος Πανοπτης | Nam       | 1. Gaia (không cha) 2. Argos & Ismene 3. Ekbasos 4. Arestor (không mẹ) 5. Arestor & Mykene | -         | -       | Khổng lồ trăm mắt                                |
| Asterios       | Asterius       | Αστεριος       | Nam       | Anax (không mẹ)                                                                            | -         | -       | Khổng lồ cao 5m                                  |
| Oreios         | Oreus          | Ορειος         | Nam       | Polyphonte & Gấu đực                                                                       | -         | -       | Khổng lồ nữa người nữa gấu                       |

## Các thần trên đỉnh Olympus

### Các thần chính thế hệ I
Mười hai vị thần vĩ đại của người Hy Lạp được gọi là các vị thần trên đỉnh Olympus. Họ cùng nhau chủ trì mọi khía cạnh của cuộc sống, con người. Ban đầu là nữ thần Hestia là một trong số 12 vị thần chính sau đó được thay thế bằng thần Dionysos. Hades, Persephone cũng là những vị thần quan trọng đôi khi được kể vào nhóm mười hai vị thần chính trên đỉnh Olympus, tuy nhiên không có vị trí trong thần điện bởi họ dành hầu hết thời gian dưới âm phủ.
| Tên      | Tên khác          | Tiếng Hy Lạp | Giới tính | Cha, mẹ       | Phối ngẫu      | Con cái                                                           | Chủ trì                                                                                    |
| -------- | ----------------- | ------------ | --------- | ------------- | -------------- | ----------------------------------------------------------------- | ------------------------------------------------------------------------------------------ |
| Demeter  | Ceres             | Δημητηρ      | Nữ        | Kronos & Rhea | <Bài chi tiết> | <Bài chi tiết>                                                    | Nữ thần của nông nghiệp, mùa màng                                                          |
| Hades    | Haides            | Ἁιδης        | Nam       | Kronos & Rhea | Persephone     | Các Erinyes, Melinoe, Zagreus, Makaria                            | Thần chết, vua của địa ngục                                                                |
| Hera     | Here, Juno        | Ἡρη          | Nữ        | Kronos & Rhea | 1. Zeus        | Các Kharites, Typhaon 1. Hebe, Ares, Eileithyia, Hephaistos, Eris | Nữ hoàng của các vị thần và nữ thần của hôn nhân, phụ nữ, bầu trời và các vì sao trên trời |
| Hestia   | Vesta             | Ἑστια        | Nữ        | Kronos & Rhea | -              | -                                                                 | Nữ thần của ngọn lửa, bếp, lò sưởi và bữa ăn, sức khỏe gia đình                            |
| Poseidon | Neptunus, Neptune | Ποσειδων     | Nam       | Kronos & Rhea | <Bài chi tiết> | <Bài chi tiết>                                                    | Thần biển cả, vua của đại dương                                                            |
| Zeus     | Dias, Jupiter     | Ζευς         | Nam       | Kronos & Rhea | <Bài chi tiết> | <Bài chi tiết>                                                    | Vua của các vị thần, thần của bầu trời                                                     |

### Các thần chính thế hệ II
| Tên        | Tên khác                     | Tiếng Hy Lạp | Giới tính | Cha, mẹ                                                                                      | Phối ngẫu        | Con cái                            | Chủ trì |
| ---------- | ---------------------------- | ------------ | --------- | -------------------------------------------------------------------------------------------- | ---------------- | ---------------------------------- | --- |
| Aphrodite  | Venus                        | Αφρδτη       | Nữ        | 1. Sinh ra từ bọt biển, máu bộ phận sinh dục của Ouranos 2. Ouranos & Hemera 3. Zeus & Dione | <Bài chi tiết>   | <Bài chi tiết>                     | Nữ thần của tình yêu, sắc đẹp, sinh sản                                                                      |
| Apollo     | Apollon                      | Απόλλων      | Nam       | 1. Zeus & Leto 2. Zeus (không mẹ)                                                            | <Bài chi tiết>   | <Bài chi tiết>                     | Thần của ánh sáng, tiên tri, âm nhạc, bài hát và thơ ca, bắn cung, chữa bệnh và bảo vệ trẻ nhỏ               |
| Ares       | Mars                         | Αρης         | Nam       | 1. Zeus & Hera 2. Hera (không cha)                                                           | <Bài chi tiết>   | <Bài chi tiết>                     | Thần của sự chiến tranh phi nghĩa, ý chí chiến đấu dũng cảm, can đảm                                         |
| Artemis    | Diana                        | ΑρτεμΑρτεμ   | Nữ        | 1. Zeus & Leto 2. Demeter (không cha)                                                        | -                | -                                  | Nữ thần của săn bắn, bảo trợ thú rừng và trẻ em                                                              |
| Athena     | Athene, Minerva              | Αθηνη        | Nữ        | 1. Zeus & Metis 2. Sinh ra từ đầu của Zeus                                                   | -                | -                                  | Nữ thần của trí tuệ, chiến tranh chính nghĩa, dệt, thủ công, mỹ nghệ                                         |
| Dionysos   | Liber, Bacchus, Dionysus     | Διονύσιος    | Nam       | 1. Zeus & Semele 2. Zeus & Dione 3. Zeus & Selene                                            | <Bài chi tiết>   | <Bài chi tiết>                     | Thần của rượu vang, thực vật, niềm vui, lễ hội, sự điên cuồng                                                |
| Hephaistos | Hephaestus, Vulcanos, Vulcan | Ἡφαιστος     | Nam       | 1. Zeus & Hera 2. Hera (không cha) 3. Talos                                                  | <Bài chi tiết>   | <Bài chi tiết>                     | Thần lửa thợ rèn, thợ thủ công, gia công kim loại, đồ đá và điêu khắc.                                       |
| Hermes     | Mercurius, Mercury           | Ἑρμης        | Nam       | 1. Zeus & Maia 2. Zeus (không mẹ) 3. Dionysos & Aphrodite                                    | <Bài chi tiết>   | <Bài chi tiết>                     | Thần của thương mại, du lịch, khách sạn, trộm cắp, người đưa tin, thế vận hội, thiên văn học, chiêm tinh học |
| Persephone | Proserpina                   | Περσεφονη    | Nữ        | 1. Zeus & Demeter 2. Zeus & Styx                                                             | 1. Zeus 2. Hades | 1. Melinoe, Zagreus 2. Các Erinyes | Nữ hoàng âm phủ, thần của sự giao mùa                                                                        |

### Các thần phụ tá
Một số vị thần khác cùng ngự trên đỉnh Olympus tuy nhiên không phải là thần chính mà chủ yếu là các phụ tá cho 12 vị thần chính:
| Tên        | Tên khác                           | Tiếng Hy Lạp | Giới tính | Cha, mẹ                                                        | Phối ngẫu | Con cái                                                    | Chủ trì                                                                                               |
| ---------- | ---------------------------------- | ------------ | --------- | -------------------------------------------------------------- | --------- | ---------------------------------------------------------- | --- |
| Alexiares  | Alexiares                          | Αλεξιαρης    | Nam       | Herakles & Hebe                                                | -         | -                                                          | Thần chủ trì việc bảo vệ và củng cố các thị trấn và thành lũy cũng là thần gác cổng Olympus           |
| Anicetos   | Anicetus                           | Ανικητος     | Nam       | Herakles & Hebe                                                | -         | -                                                          | Thần đại diện cho những chiến binh và là thần chủ trì các cuộc hội họp của nhân dân                   |
| Eileithyia | Ilithyia, Lucina, Natio            | Ειλειθυια    | Nữ        | 1. Zeus & Hera 2. Hera (không cha)                             | -         | Sosipolis, Eros                                            | Nữ thần sinh nở và đau đớn chuyển dạ                                                                  |
| Epione     | Epiona                             | Ηπιονη       | Nữ        | -                                                              | Asklepios | Aigle, Akeso, Iaso, Hygeia, Panakeia, Podaleirios, Makhaon | Nữ thần xoa dịu vết thương, cơn đau                                                                   |
| Harmonia   | Concordia                          | Ἁρμονια      | Nữ        | 1. Ares & Aphrodite 2. Aphrodite (không cha) 3. Zeus & Elektra | Kadmos    | Ino, Semele, Agaue, Autonoe, Polydoros                     | Nữ thần hòa hợp, thống nhất                                                                           |
| Hebe       | Juventas                           | Ἡβη          | Nữ        | Zeus & Hera                                                    | Herakles  | Alexiares, Aniketos                                        | Nữ thần của tuổi trẻ, cô dâu, người cầm chén trường sinh các vị thần phục vụ trong bữa tiệc trên trời |
| Nike       | Victoria                           | Νικη         | Nữ        | 1. Pallas & Styx 2. Ares (không mẹ)                            | -         | -                                                          | Nữ thần chiến thắng                                                                                   |
| Paieon     | Paion, Paian, Paeeon, Paeon, Paean | Παιηον       | Nam       | -                                                              | -         | -                                                          | Thần chữa lành vết thương cho các vị thần                                                             |

## Các thần điều khiển quy luật tự nhiên - Meteoroi
| Tên       | Tên khác                | Tiếng Hy Lạp | Giới tính | Cha, mẹ                                                                                                 | Phối ngẫu             | Con cái                                       | Chủ trì                                                       |
| --------- | ----------------------- | ------------ | --------- | --- | --------------------- | --------------------------------------------- | ------------------------------------------------------------- |
| Arke      | Arce                    | Αρκη         | Nữ        | Thaumas & Elektra                                                                                       | -                     | -                                             | Nữ thần cầu vồng bậc II, sứ giả của các Titan                 |
| Astraia   | Astraea                 | Αστραια      | Nữ        | 1. Astraios (không mẹ) 2. Astraios & Eos 3. Zeus & Themis                                               | -                     | -                                             | Nữ thần tinh tượng, thiên thạch và các tiểu hành tinh         |
| Astrape   | Astrape                 | Αστραπη      | Nữ        | - | -                     | -                                             | Nữ thần sấm chớp                                              |
| Bronte    | Bronte                  | Βροντη       | Nữ        | - | -                     | -                                             | Nữ thần sấm sét                                               |
| Herse     | Ersa                    | Ἑρση         | Nữ        | Zeus & Selene                                                                                           | -                     | -                                             | Nữ thần sương                                                 |
| Iris      | Arcus                   | ΙρΙρ         | Nữ        | 1. Thaumas & Elektra 2. Thaumas (không mẹ) 3. Thaumas & Ozomene                                         | Zephryos              | Pothos                                        | Nữ thần cầu vồng bậc I, sứ giả của các vị thần                |
| Khione    | Chione                  | Χιονη        | Nữ        | 1. Boreas & Oreithyia 2. Boreas (không mẹ)                                                              | 1. Poseidon 2. Boreas | 1. Eumolpos 2. Các Hyperboreioi               | Nữ thần tuyết, gió núi, gió tuyết                             |
| Menai     | Mena, Menae, Mene       | Μηναι        | Nữ        | Endymion & Selene                                                                                       | -                     | -                                             | Nữ thần thời gian các tháng âm lịch                           |
| Nephele   | Nephelai, Nebula, Nubes | Νεφελη       | Nữ        | 1. Okeanos & Tethys 2. Okeanos (không mẹ) 3. Tethys (không cha) 4. Aither (không mẹ) 5. Zeus (không mẹ) | 1. Athamas 2. Ixion   | 1. Helle, Phrixos 2. Kentauros, Các Kentauroi | Nữ thần mây, mưa                                              |
| Oreithyia | Orithyia                | Ορειθυια     | Nữ        | 1. Erekhtheus & Praxithea 2. Erekhtheus (không mẹ)                                                      | Boreas                | Zetes, Kalais, Khione, Kleopatra              | Nữ thần núi lửa, sự phun trào của núi lửa                     |
| Pandeia   | Pandia                  | Πανδεια      | Nữ        | Zeus & Selene                                                                                           | -                     | -                                             | Nữ thần mặt trăng tròn, sương nuôi dưỡng trái đất và tuổi trẻ |

### Các thần sao - Astra
Là các vị thần của năm ngôi sao lang thang, được đặt tên là Phainon (hành tinh sao Thổ), Phaethon (hành tinh sao Mộc), Pyroeis (hành tinh sao hỏa), Eosphoros & Hesperos (hành tinh sao Kim) và Stilbon (hành tinh sao Thủy)
| Tên       | Tên khác                      | Tiếng Hy Lạp | Giới tính | Cha, mẹ                                                     | Phối ngẫu | Con cái                                             | Chủ trì                              |
| --------- | ----------------------------- | ------------ | --------- | ----------------------------------------------------------- | --------- | --------------------------------------------------- | ------------------------------------ |
| Eosphoros | Eosphorus, Luciferus, Lucifer | Εωσφορος     | Nam       | 1. Astraios & Eos 2. Kephalos & Eos 3. Nyx                  | -         | Keyx, Daidalion, Hesperis, Leukonoe, các Hesperides | Thần sao kim, các ngôi sao bình minh |
| Hesperos  | Hesperus, Vesperus, Vesper    | Ἑσπερος      | Nam       | 1. Astraios & Eos 2. Kephalos & Eos 3. Nyx                  | -         | Keyx, Daidalion, Hesperis, Leukonoe, các Hesperides | Thần sao kim, các ngôi sao hoàng hôn |
| Phaethon  | Dion                          | Φαεθων       | Nam       | 1. Astraios & Eos 2. Kephalos & Eos 3. Ithonos & Eos 4. Nyx | Aphrodite | Astynoos                                            | Thần sao mộc                         |
| Phainon   | Phaenon, Kronion, Cronion     | Φαινων       | Nam       | 1. Astraios & Eos 2. Prometheus (không mẹ) 3. Nyx           | -         | -                                                   | Thần sao thổ                         |
| Pyroeis   | Mesonyx, Areius               | Πυροεις      | Nam       | 1. Astraios & Eos 2. Nyx                                    | -         | -                                                   | Thần sao hỏa, các ngôi sao nữa đêm   |
| Stilbon   | Hermaon                       | Στιλβων      | Nam       | 1. Astraios & Eos 2. Nyx                                    | -         | -                                                   | Thần sao thủy                        |

### Các thần gió - Anemoi
| Tên       | Tên khác                            | Tiếng Hy Lạp | Giới tính | Cha, mẹ                                          | Phối ngẫu                                                      | Con cái | Chủ trì                                                                |
| --------- | ----------------------------------- | ------------ | --------- | ------------------------------------------------ | -------------------------------------------------------------- | --- | ---------------------------------------------------------------------- |
| Aiolos    | Aeolus                              | Αιολος       | Nam       | 1. Hippotes (không mẹ) 2. Hippotes & Melanippe   | 1. Kyane                                                       | Polymela, Diores, Alkyone, Arne 1. Iokastos, Astyokhos, Xuthos, Androkles, Pheraimon, Agathyrnos                                                                                           | Thần điều khiển những cơn gió tạo thành bão trên các đảo               |
| Aurai     | Aurae, Aetai, Aetae, Pnoiai, Pnoeae | Αυραι        | Nữ        | 1. Okeanos 2. Boreas                             | -                                                              | - | Thần của những cơn gió nhẹ                                             |
| Apeliotes | Apeliotes                           | Απολιώτες    | Nam       | 1. Astraios & Eos 2. Eos (không cha) 3. Astraios | -                                                              | - | Thần gió đông, gió mùa thu                                             |
| Boreas    | Aquilo                              | Βορεας       | Nam       | Astraios & Eos                                   | 1. Oreithyia 2. Erikhthionios 3. Aellopos 4. Erinyes 5. Khione | Oupis, Loxo, Hekaerge, Boutes, Lykourgos, các Aurai 1. Zetes, Kalais, Khione, Kleopatra 2. Các Hippoi Troiades 3. Các Hippoi Erekhtheioi 4. Các Hippoi Areioi 5. Các Boreades Hyperboreioi | Thần gió bắc, gió mùa đông                                             |
| Euros     | Eurus                               | Ευρος        | Nam       | Astraios & Eos                                   | -                                                              | - | Thần gió đông nam                                                      |
| Kaikias   | Caicias                             | Καϊκιάς      | Nam       | 1. Astraios & Eos 2. Eos (không cha) 3. Astraios | -                                                              | - | Thần gió đông bắc                                                      |
| Lips      | Africus                             | Λιψ          | Nam       | Astraios & Eos                                   | -                                                              | - | Thần gió tây nam                                                       |
| Notos     | Auster, Notus                       | Νοτος        | Nam       | Astraios & Eos                                   | -                                                              | - | Thần gió nam, mang đến những cơn gió ẩm ướt cuối mùa hè và đầu mùa thu |
| Skiron    | Sciron                              | Σκύρων       | Nam       | 1. Astraios & Eos 2. Eos (không cha) 3. Astraios | -                                                              | - | Thần gió tây bắc, gió đầu đông                                         |
| Thuella   | Thuellai                            | Θυελλα       | Nam       | Typheous (không mẹ)                              | -                                                              | - | Thần gió bão dữ dội                                                    |
| Zephyros  | Zephyrus, Favonius                  | Ζεφυρος      | Nam       | 1. Astraios & Eos 2. Gaia                        | 1. Podarge 2. Iris 3. Harpyia 4. Khloris                       | Các Tigers 1. Xanthos, Balios 2. Eros, Pothos 3. Areion 4. Karpos | Thần gió tây, gió mùa xuân                                             |

### Các thần hoàng hôn - Hesperides
Là các nữ thần của buổi tối và ánh sáng vàng của hoàng hôn, chạng vạng, ngoài ra họ còn được giao nhiệm vụ giữ những báu vật của các vị thần đặc biệt là chăm sóc cây táo vàng đã được Gaia trao cho nữ thần Hera trong ngày cưới của cô
| Tên           | Tên khác          | Tiếng Hy Lạp | Cha, mẹ | Giới tính | Phối ngẫu | Con cái  | Chủ trì                                                         |
| ------------- | ----------------- | ------------ | --- | --------- | --------- | -------- | --------------------------------------------------------------- |
| Aigle         | Aegle             | Αιγλη        | 1. Nyx (không cha) 2. Erebos & Nyx 3. Atlas (không mẹ) 4. Hesperos (không mẹ) 5. Zeus & Themis 6. Phorkys & Keto | Nữ        | -         | Eurytion | Nữ thần của buổi tối và ánh sáng vàng của hoàng hôn, chạng vạng |
| Arethousa     | Arethusa          | Αρεθουσα     | 1. Nyx (không cha) 2. Erebos & Nyx 3. Atlas (không mẹ) 4. Hesperos (không mẹ) 5. Zeus & Themis 6. Phorkys & Keto | Nữ        | -         | Eurytion | Nữ thần của buổi tối và ánh sáng vàng của hoàng hôn, chạng vạng |
| Asterope      | Asterope          | Αστεροπη     | 1. Nyx (không cha) 2. Erebos & Nyx 3. Atlas (không mẹ) 4. Hesperos (không mẹ) 5. Zeus & Themis 6. Phorkys & Keto | Nữ        | -         | Eurytion | Nữ thần của buổi tối và ánh sáng vàng của hoàng hôn, chạng vạng |
| Aglaie        | Aglaie            | Agυθεie      | 1. Nyx (không cha) 2. Erebos & Nyx 3. Atlas (không mẹ) 4. Hesperos (không mẹ) 5. Zeus & Themis 6. Phorkys & Keto | Nữ        | -         | Eurytion | Nữ thần của buổi tối và ánh sáng vàng của hoàng hôn, chạng vạng |
| Hesperethousa | Hesperethusa      | Ἑσπερεqουσα  | 1. Nyx (không cha) 2. Erebos & Nyx 3. Atlas (không mẹ) 4. Hesperos (không mẹ) 5. Zeus & Themis 6. Phorkys & Keto | Nữ        | -         | Eurytion | Nữ thần của buổi tối và ánh sáng vàng của hoàng hôn, chạng vạng |
| Hespera       | Hesperie, Hespera | Ἑσπερα       | 1. Nyx (không cha) 2. Erebos & Nyx 3. Atlas (không mẹ) 4. Hesperos (không mẹ) 5. Zeus & Themis 6. Phorkys & Keto | Nữ        | -         | Eurytion | Nữ thần của buổi tối và ánh sáng vàng của hoàng hôn, chạng vạng |
| Khrysothemis  | Chrysothemis      | Χρυσοθεμις   | 1. Nyx (không cha) 2. Erebos & Nyx 3. Atlas (không mẹ) 4. Hesperos (không mẹ) 5. Zeus & Themis 6. Phorkys & Keto | Nữ        | -         | Eurytion | Nữ thần của buổi tối và ánh sáng vàng của hoàng hôn, chạng vạng |
| Lipara        | Lipara            | Λιπαρα       | 1. Nyx (không cha) 2. Erebos & Nyx 3. Atlas (không mẹ) 4. Hesperos (không mẹ) 5. Zeus & Themis 6. Phorkys & Keto | Nữ        | -         | Eurytion | Nữ thần của buổi tối và ánh sáng vàng của hoàng hôn, chạng vạng |

### Các thần núi - Pleiades
Là các nữ thần của 7 ngọn núi ở Hy Lạp cổ đại, con gái của Titan Atlas
| Tên     | Tên khác | Tiếng Hy Lạp | Giới tính | Cha, mẹ                                                  | Phối ngẫu | Con cái                                      | Chủ trì                           |
| ------- | -------- | ------------ | --------- | -------------------------------------------------------- | --------- | -------------------------------------------- | --------------------------------- |
| Alkyone | Alcyone  | Αλκυονη      | Nữ        | 1. Atlas (không mẹ) 2. Atlas & Pleione 3. Atlas & Aithra | Poseidon  | Hyrieus, Lykos, Aithousa, Anthas, Ephokeus   | Nữ thần núi Kithairon (Cithaeron) |
| Elektre | Electra  | Ηλεκτρη      | Nữ        | 1. Atlas (không mẹ) 2. Atlas & Pleione 3. Atlas & Aithra | Zeus      | Dardanos, Eetion, Iasion, Harmonia, Emathion | Nữ thần núi Saon                  |
| Kelaino | Celaeno  | Κελαινω      | Nữ        | 1. Atlas (không mẹ) 2. Atlas & Pleione 3. Atlas & Aithra | Poseidon  | Euphemos, Lykos, Nykteus                     | Nữ thần Núi Kithairon (Cithaeron) |
| Maia    | Maia     | Κλονιη       | Nữ        | 1. Atlas (không mẹ) 2. Atlas & Pleione 3. Atlas & Aithra | Zeus      | Hermes                                       | Nữ thần núi Kyllene (Cyllene)     |
| Merope  | Merope   | Μεροπη       | Nữ        | 1. Atlas (không mẹ) 2. Atlas & Pleione 3. Atlas & Aithra | Sisyphos  | Glaukos                                      | Nữ thần núi Corinth               |
| Sterope | Asterope | Στεροπη      | Nữ        | 1. Atlas (không mẹ) 2. Atlas & Pleione 3. Atlas & Aithra | Ares      | Oinomaos, Euenos                             | Nữ thần núi Pisa                  |
| Taygeta | Teygete  | Ταυγετα      | Nữ        | 1. Atlas (không mẹ) 2. Atlas & Pleione 3. Atlas & Aithra | Zeus      | Lakedaimon                                   | Nữ thần núi Taygetus              |

## Các thần trông giữ linh hồn - Daemones (Spirits)
| Tên           | Tên khác                             | Tiếng Hy Lạp                                  | Giới tính | Cha, mẹ                                                                                  | Phối ngẫu                   | Con cái | Chủ trì |
| ------------- | ------------------------------------ | --------------------------------------------- | --------- | ---------------------------------------------------------------------------------------- | --------------------------- | --- | --- |
| Adephagia     | Adephagia                            | Αδεφαγία                                      | Nữ        | 1. Eris (không cha) 2. Aether & Gaia                                                     | -                           | - | Nữ thần của sự tham ăn                                                                                       |
| Adikia        | Adicia                               | Αδικια                                        | Nữ        | 1. Eris (không cha) 2. Nyx (không cha)                                                   | -                           | - | Nữ thần của điều sai trái, sự bất công                                                                       |
| Aergia        | Socordia, Ignavia                    | Αεργια                                        | Nữ        | Aether & Gaia                                                                            | -                           | - | Nữ thần của sự nhàn rỗi lười biếng                                                                           |
| Agon          | Agon                                 | Αγων                                          | Nam       | -                                                                                        | -                           | - | Thần của xung đột, đấu tranh hoặc cuộc thi                                                                   |
| Aidos         | Aedos                                | Αιδως                                         | Nữ        | Prometheus (không mẹ)                                                                    | -                           | - | Nữ thần của sự xấu hổ, khiêm tốn, tôn trọng                                                                  |
| Alala         | Alale                                | Αλαλα                                         | Nữ        | Polemos                                                                                  | -                           | - | Nữ thần của tiếng khóc chiến tranh                                                                           |
| Alastor       | Alastor                              | Αλαστωρ                                       | Nam       | Nyx (không cha)                                                                          | -                           | - | Thần của sự báo thù lên gia đình, người thân của kẻ đã gây ra tội ác                                         |
| Aletheia      | Veritas                              | Αληθεια                                       | Nữ        | 1. Zeus (không mẹ) 2. Prometheus (không mẹ)                                              | -                           | - | Nữ thần của sự thật, sự chân thành                                                                           |
| Algea         | Algos, Dolor, Dolores                | Αλγεα                                         | Nữ        | 1. Eris (không cha) 2. Aether & Gaia                                                     | -                           | - | Nữ thần của nỗi buồn, sự đau khổ tâm trí và thể xác                                                          |
| Alke          | Alce                                 | Αλκη                                          | Nữ        | Eris (không cha)                                                                         | -                           | - | Nữ thần của sức mạnh chiến đấu, năng lực và lòng can đảm                                                     |
| Amechania     | Amekhania, Amakhania                 | Αμηχανια                                      | Nữ        | -                                                                                        | -                           | - | Nữ thần của sự bất lực, sự nghèo nàn                                                                         |
| Amphilogiai   | Amphilogiae                          | Αμφιλογιαι                                    | Nữ        | Eris (không cha)                                                                         | -                           | - | Nữ thần của sự tranh chấp, gây gổ, cãi vả                                                                    |
| Anaideia      | Anaideia                             | Αναιδεια                                      | Nữ        | 1. Eris (không cha) 2. Nyx (không cha)                                                   | -                           | - | Nữ thần của sự tàn nhẫn, trơ trẽn, oán giận                                                                  |
| Androktasiai  | Androctasiae                         | Ανδροκτασιαι                                  | Nữ        | Eris (không cha)                                                                         | -                           | - | Nữ thần của sự tàn sát trên chiến trường                                                                     |
| Angelia       | Angelia                              | Ανγελια                                       | Nữ        | Hermes (không mẹ)                                                                        | -                           | - | Nữ thần truyền tin, thông báo, tuyên bố                                                                      |
| Apate         | Fraus                                | Απατη                                         | Nữ        | 1. Nyx (không cha) 2. Erebus & Nyx                                                       | -                           | - | Nữ thần của sự lừa đảo, dối trá, gian lận                                                                    |
| Aporia        | Egestas                              | Απορια                                        | Nữ        | Nyx (không cha)                                                                          | -                           | - | Nữ thần của nghèo đói, khó khăn và bất lực                                                                   |
| Arae          | Arai                                 | Αραι                                          | Nữ        | Nyx (không cha)                                                                          | -                           | - | Nữ thần của sự nguyền rủa                                                                                    |
| Arete         | Virtus                               | Αρετη                                         | Nữ        | Soter & Praxidike                                                                        | -                           | - | Nữ thần của đức hạnh, sự ưu tú, lòng tốt và dũng cảm                                                         |
| Ate           | Nefas, Error                         | Ατη                                           | Nữ        | 1. Eris (không cha) 2. Zeus (không mẹ)                                                   | -                           | Peitho | Nữ thần của sự si mê, ảo tưởng, mù quáng                                                                     |
| Bia           | Bie, Vis                             | Βια                                           | Nữ        | Pallas & Styx                                                                            | -                           | - | Nữ thần của sức mạnh, thế lực phi thường                                                                     |
| Deimos        | Metus, Formido                       | Δειμος                                        | Nam       | 1. Ares & Aphrodite 2. Ares (không mẹ)                                                   | -                           | - | Thần của nỗi sợ hãi, hoảng loạn, khủng bố tinh thần                                                          |
| Demokrakia    | Democracia                           | Δημοκρακιά                                    | Nam       | -                                                                                        | -                           | - | Thần của sự tự do, dân chủ                                                                                   |
| Dikaiosyne    | Dicaeosyne                           | Δικαιοσυνη                                    | Nữ        | Zeus (không mẹ)                                                                          | -                           | - | Nữ thần của sự công lý, chính nghĩa                                                                          |
| Dolos         | Dolus                                | Δολος                                         | Nam       | 1. Aether & Gaia 2. Erebus & Nyx                                                         | -                           | - | Thần của mánh khóe, lừa dối xảo quyệt, khéo léo, phản bội và tội lỗi                                         |
| Dysnomia      | Dysnomia                             | Δυσνομια                                      | Nữ        | Eris (không cha)                                                                         | -                           | - | Nữ thần của sự vô pháp luật, mất trật tự xã hội                                                              |
| Dyssebeia     | Dyssebia, Impietas                   | Δυσσεβεια                                     | Nữ        | -                                                                                        | -                           | Hybris | Nữ thần của sự thiếu kiên nhẫn                                                                               |
| Ekekheiria    | Ececheiria                           | Εκεχειρια                                     | Nữ        | -                                                                                        | -                           | - | Nữ thần của sự thõa hiệp đình chiến, chấm dứt chiến tranh                                                    |
| Eleos         | Misericordia, Clementia              | Ελεος                                         | Nữ        | Erebus & Nyx                                                                             | -                           | - | Nữ thần của sự thương xót, lòng thương hại, từ bi                                                            |
| Elpis         | Spes                                 | Ελπις                                         | Nữ        | Nyx (không cha)                                                                          | -                           | Pheme | Nữ thần hy vọng                                                                                              |
| Enyo          | Bellona, Bella                       | Ενυω                                          | Nữ        | Zeus & Hera                                                                              | Ares                        | Enyalios | Nữ thần chiến tranh                                                                                          |
| Epiales       | Epialtes                             | Επιαλης                                       | Nam       | Nyx (không cha)                                                                          | -                           | - | Thần của những cơn ác mộng                                                                                   |
| Epidotes      | Epidotes                             | Εδωτης                                        | Nam       | -                                                                                        | -                           | - | Thần của sự thanh tẩy, xoa dịu cơn thịnh nộ                                                                  |
| Epiphron      | Epiphron                             | Επιφρων                                       | Nam       | Erebus & Nyx                                                                             | -                           | - | Thần của sự thận trọng, sắc sảo, chu đáo và khôn ngoan                                                       |
| Eris          | Discordia                            | Ερις                                          | Nữ        | 1. Nyx (không cha) 2. Erebus & Nyx 3. Zeus & Hera                                        | -                           | Ponos, Lethe, Limos, các Algea, các Hysminai, các Makhai, các Phonoi, các Androktasiai, các Neikea, các Pseudologoi, các Amphilogiai, Dysnomia, Ate, Horkos | Nữ thần xung đột, bất hòa, ganh đua và cạnh tranh                                                            |
| Eukleia       | Eucleia                              | Ευκλεια                                       | Nữ        | 1. Hephaistos & Aglaia 2. Herakles & Myrto                                               | -                           | - | Nữ thần của danh tiếng và vinh quang                                                                         |
| Eudaemonia    | Eudaimonia                           | Ευδαιμονία                                    | Nữ        | -                                                                                        | -                           | - | Nữ thần hạnh phúc                                                                                            |
| Eupheme       | Euphemia                             | Ευφημη                                        | Nữ        | Hephaistos & Aglaia                                                                      | -                           | - | Nữ ca ngợi, tung hô chiến thắng                                                                              |
| Eupraxia      | Eupraxia                             | Ευπραξια                                      | Nữ        | Soter & Praxidike                                                                        | -                           | - | Nữ thần phẩm hạnh tốt                                                                                        |
| Eusebeia      | Eusebeia, Pietas                     | Ευσεβια                                       | Nữ        | Zeus (không mẹ)                                                                          | Nomos                       | Dike | Nữ thần của sự trung thành, hiếu thảo                                                                        |
| Euthenia      | Euthenia                             | Ευθηνια                                       | Nữ        | Hephaistos & Aglaia                                                                      | -                           | - | Nữ thần của sự trù phú, thịnh vượng                                                                          |
| Gelos         | Risus                                | Γελως                                         | Nam       | -                                                                                        | -                           | - | Thần tiếng cười                                                                                              |
| Geras         | Senectus                             | Γηρας                                         | Nam       | 1. Nyx (không cha) 2. Erebus & Nyx                                                       | -                           | - | Thần của tuổi già, sự độc ác                                                                                 |
| Hedone        | Voluptas                             | Ἡδονη                                         | Nữ        | Eros & Psykhe                                                                            | -                           | - | Nữ thần khoái cảm, niềm vui, sự thích thú                                                                    |
| Hesychia      | Hesykhia, Quies, Silentia            | Ἡσυχια                                        | Nữ        | Dike (không cha)                                                                         | -                           | - | Nữ thần của sự tĩnh lặng, nghỉ ngơi                                                                          |
| Homados       | Homadus                              | Ὁμαδος                                        | Nam       | Eris (không cha)                                                                         | -                           | - | Thần của tiếng khóc, tiếng thét, tiếng va chạm                                                               |
| Homonoia      | Concordia                            | Ὁμονοια                                       | Nữ        | Soter & Praxidike                                                                        | -                           | - | Nữ thần của sự hòa hợp và thống nhất của tâm trí                                                             |
| Horkos        | Horcus, Jusjurandum                  | Ὁρκος                                         | Nam       | 1. Eris (không cha) 2. Aether & Gaia                                                     | -                           | 1 người con trai không tên | Thần của lời thề, trừng phạt những kẻ khai man                                                               |
| Hormes        | Hormes                               | Ὁρμης                                         | Nam       | -                                                                                        | -                           | - | Thần của sự háo hức, thúc đẩy, nỗ lực                                                                        |
| Hybris        | Hybreos, Petulantia                  | Ὑβρις                                         | Nữ        | 1. Erebus & Nyx 2. Dyssebia                                                              | -                           | Koros | Nữ thần của sự xấc xược, kiêu ngạo, bạo lực, tự cao, liều lĩnh, hành vi thái quá                             |
| Hypnos        | Hypnus, Somnus, Sopor                | Ὑπνος                                         | Nam       | 1. Nyx (không cha) 2. Erebus & Nyx                                                       | -                           | Oneiroi, Morpheus, Ikelos, Phantasos | Thần của giấc ngủ, thôi miên                                                                                 |
| Hysminai      | Hysminae, Pugna, Pugnae              | Ὑσμιναι                                       | Nữ        | 1. Eris (không cha) 2. Aether & Gaia                                                     | -                           | - | Nữ thần chiến đấu, đấu tranh                                                                                 |
| Ioke          | Ioce                                 | Ιωκη                                          | Nữ        | Eris (không cha)                                                                         | -                           | - | Nữ thần của sự tấn công dữ dội, chiến đấu, truy đuổi                                                         |
| Kakia         | Cacia                                | Κακια                                         | Nữ        | Nyx (không cha)                                                                          | -                           | - | Nữ thần của hành vi xấu xa, vô đạo đức                                                                       |
| Kairos        | Caerus, Occasio, Tempus              | Καιρος                                        | Nam       | Zeus (không mẹ)                                                                          | -                           | - | Thần cơ hội, lợi thế                                                                                         |
| Kalokagathia  | Calocagathia                         | Καλοκαγαθια                                   | Nữ        | Zeus (không mẹ)                                                                          | -                           | - | Nữ thần của sự cao quý, lòng tốt                                                                             |
| Keres         | Ker, Tenebrae, Letum                 | Κηρες                                         | Nữ        | 1. Nyx (không cha) 2. Erebus & Nyx                                                       | -                           | - | Nữ thần của cái chết dữ dội hoặc tàn khốc, bao gồm cả cái do chiến tranh, tai nạn, giết người hoặc dịch bệnh |
| Koalemos      | Koalemos                             | Κοαλεμος                                      | Nam       | Nyx (không cha)                                                                          | -                           | - | Thần của sự ngu ngốc và dại dột                                                                              |
| Koros         | Corus                                | Κορος                                         | Nam       | Hybris                                                                                   | -                           | - | Thần của sự xấc xược, hỗn láo, sự thỏa mãn                                                                   |
| Kratos        | Cratus                               | Κρατος                                        | Nam       | Pallas & Styx                                                                            | -                           | - | Thần của sức mạnh, quyền cai trị tối cao                                                                     |
| Ktesios       | Ctesius                              | Κτησιος                                       | Nam       | Soter & Praxidike                                                                        | -                           | - | Thận bảo hộ tâm linh gia đình                                                                                |
| Kydoimos      | Cydoemus                             | Κυδοιμος                                      | Nam       | Eris (không cha)                                                                         | -                           | - | Thần của sự bại trận, náo động, ầm ĩ                                                                         |
| Lethe         | Oblivio                              | Ληθη                                          | Nữ        | 1. Eris (không cha) 2. Aether & Gaia                                                     | Zeus                        | Các Charites, Dionysos | Nữ thần của sự lãng quên                                                                                     |
| Limos         | Fames                                | Λιμος                                         | Nữ        | 1. Eris (không cha) 2. Zeus (không mẹ)                                                   | -                           | - | Nữ thần của nạn đói                                                                                          |
| Litai         | Litae, Lita, Like                    | Λιται                                         | Nữ        | Zeus (không mẹ)                                                                          | -                           | - | Nữ thần của lời cầu nguyện, mục sư                                                                           |
| Lyssa         | Lytta, Ira, Furor, Rabies            | Λυσσα                                         | Nữ        | 1. Nyx & máu của Ouranus 2. Aether & Gaia                                                | -                           | - | Nữ thần của những cơn thịnh nộ, giận dữ điên cuồng                                                           |
| Machae        | Machai, Mache, Machae, Makhai, Makhe | Μαχαι                                         | Nữ        | Eris (không cha)                                                                         | -                           | - | Nữ thần của sự chiến đấu trong những trận chiến                                                              |
| Maniae        | Mania, Manie, Maniai, Insania        | Μανιαι                                        | Nữ        | Nyx (không cha)                                                                          | -                           | - | Nữ thần của sự điên rồ, cuồng dại, mất trí                                                                   |
| Momos         | Momus, Querella                      | Μωμος                                         | Nam       | 1. Nyx (không cha) 2. Erebus & Nyx                                                       | -                           | - | Thần của sự nhạo báng, đổ lỗi, chế giễu, khinh miệt, phàn nàn và chỉ trích gay gắt                           |
| Moros         | Fatum                                | Μορος                                         | Nam       | 1. Nyx (không cha) 2. Erebus & Nyx                                                       | -                           | - | Thần của sự diệt vong, đẩy con người tới cái chết định mệnh                                                  |
| Mousika       | Musica                               | Μουσικά                                       | Nữ        | -                                                                                        | -                           | - | Nữ thần của giọng hát                                                                                        |
| Neikea        | Neikos, Altercatio                   | của những cuộc cãi vã, mối thù và sự bất bình | Nữ        | 1. Eris (không cha) 2. Aether & Gaia                                                     | -                           | - | Nữ thần của những cuộc cãi vã, mối thù và sự bất bình                                                        |
| Nemesis       | Rivalitas                            | Νεμεσ                                         | Nữ        | 1. Nyx (không cha) 2. Erebus & Nyx 3. Oceanus (không mẹ) 4. Zeus (không mẹ)              | 1. Zeus 2. Tartarus         | 1. Helene 2. Các Telchines | Nữ thần của sự phẫn nộ và quả báo cho những hành động xấu xa và sự xui xẻo                                   |
| Nomos         | Nomus                                | Νομος                                         | Nam       | Zeus (không mẹ)                                                                          | Eusebeia                    | Dike | Thần pháp luật                                                                                               |
| Nosoi         | Nosos, Morbus, Morbi                 | Νοσοι                                         | Nam       | 1. Eris (không cha) 2. Nyx (không cha)                                                   | -                           | - | Thần của tai họa, dịch bệnh                                                                                  |
| Oizys         | Miseria                              | Οιζυς                                         | Nữ        | 1. Nyx (không cha) 2. Erebus & Nyx                                                       | -                           | - | Thần của sự đau đớn, khổ sở, phiền muộn                                                                      |
| Oneiros       | Oneiroi, Somnium, Somnia             | Ονειρος                                       | Nam       | 1. Nyx (không cha) 2. Erebus & Nyx 3. Hypnos (không mẹ)                                  | -                           | Morpheus, Ikelos-Phobetor, Phantasos, Epiales | Thần giấc mơ                                                                                                 |
| Palioxis      | Palioxis                             | Παλιωξις                                      | Nữ        | Eris (không cha)                                                                         | -                           | - | Thần của sự trốn chạy, rút lui trong trận chiến                                                              |
| Paregoros     | Consolatio                           | Παρηγορος                                     | Nữ        | 1. Zeus (không mẹ) 2. Oceanus (không mẹ)                                                 | -                           | - | Thần của sự an ủi và xoa dịu                                                                                 |
| Peitharkhia   | Peitharchia                          | Πειθαρχια                                     | Nữ        | -                                                                                        | Soter                       | Eupraxia | Thần của sự vâng lời, tuân theo mệnh lệnh                                                                    |
| Peitho        | Suada, Suadela                       | ΠειΘω                                         | Nữ        | 1. Okeanos & Tethys 2. Aphrodite (không cha) 3. Prometheus (không mẹ) 4. Ate (không cha) | 1. Eros 2. Phoroneus        | Iynx 1. Hygeia 2. Aigialeus, Apia | Thần của sự quyến rũ và thuyết phục                                                                          |
| Penia         | Penie                                | Πενια                                         | Nữ        | -                                                                                        | Poros                       | Eros | Thần của sự nghèo đói, thiếu thốn                                                                            |
| Penthos       | Luctus                               | Πενθος                                        | Nam       | Aether & Gaia                                                                            | -                           | - | Thần của đau buồn, than thở                                                                                  |
| Pheme         | Ossa. Fama                           | Φημη                                          | Nữ        | 1. Elips 2. Gaia                                                                         | -                           | - | Thần của tin đồn, danh tiếng, sự nhiều chuyện                                                                |
| Philophrosyne | Philophrosyne                        | Φιλοφροσυνη                                   | Nữ        | Hephaistos & Aglaia                                                                      | -                           | - | Thần của sự thân thiện, hoan nghênh                                                                          |
| Philotes      | Philia, Amicitia, Gratia             | Φιλοτης                                       | Nữ        | 1. Nyx (không cha) 2. Erebus & Nyx                                                       | -                           | - | Thần của tình bạn, tình cảm con người                                                                        |
| Phobos        | Pavor, Terror                        | Φοβος                                         | Nam       | 1. Ares & Aphrodite 2. Ares (không mẹ)                                                   | -                           | - | Thần của nỗi sợ hãi, hoảng loạn, khủng bố tinh thần                                                          |
| Phonoi        | Phonos, Phonus, Phoni                | Φονοι                                         | Nữ        | Eris (không cha)                                                                         | -                           | - | Thần của sự giết chóc và tàn sát                                                                             |
| Phrike        | Horror                               | Φρικη                                         | Nữ        | 1. Eris (không cha) 2. Nyx (không cha)                                                   | -                           | - | Thần của nỗi sợ hãi và run rẩy                                                                               |
| Phthisis      | Tabes                                | Φθίση                                         | Nữ        | -                                                                                        | -                           | - | Thần của sự lãng phí, diệt vong, phân rã                                                                     |
| Phthonos      | Phthonus                             | Φθονος                                        | Nam       | Aphrodite                                                                                | -                           | - | Thần ủa sự ghen tị và đố kị                                                                                  |
| Phyge         | Fuga                                 | Φούγκα                                        | Nữ        | -                                                                                        | -                           | - | Thần của sự hoãn loạn, chạy trốn, lưu vong                                                                   |
| Pistis        | Fides                                | Πιστις                                        | Nữ        | Zeus (không mẹ)                                                                          | -                           | - | Thần của sự tin trưởng, trung thực                                                                           |
| Plutus        | Ploutos                              | Πλουτος                                       | Nam       | 1. Iasion & Demeter 2. Demeter (không cha) 3. Tyche (không cha)                          | -                           | - | Thần của sự giàu có, tiền thưởng nông nghiệp                                                                 |
| Poena         | Poinai, Poenae, Ultio, Poine,        | Ποινη                                         | Nữ        | Aether & Gaia                                                                            | -                           | Các Erinyes | Thần trừng phạt trả thù cho tội ác giết người và ngộ sát                                                     |
| Polemos       | Polemus, Bellum                      | Πολεμος                                       | Nam       | -                                                                                        | -                           | Alala | Thần của chiến tranh và các trận đấu                                                                         |
| Ponos         | Labor                                | Πονος                                         | Nam       | 1. Eris (không cha) 2. Erebus & Nyx                                                      | -                           | - | Thần của lao động khổ sai và công việc chân tay                                                              |
| Poros         | Porus                                | Πορος                                         | Nam       | Metis (không cha)                                                                        | Penia                       | Eros | Thần của kinh nghiệm và kế hoạch                                                                             |
| Praxidike     | Praxidice                            | Πραξιδικη                                     | Nữ        | Zeus (không mẹ)                                                                          | Soter                       | Ktesios, Homonoia, Arete | Thần công lý, hình phạt chuẩn xác                                                                            |
| Proioxis      | Proioxis                             | Προιωξις                                      | Nữ        | Eris (không cha)                                                                         | -                           | - | Thần của sự xông pha trong các trận chiến                                                                    |
| Prophasis     | Prophasis                            | Προφασις                                      | Nữ        | Epimetheus (không mẹ)                                                                    | -                           | - | Thần của lý do                                                                                               |
| Pseudologos   | Pseudologoi, Mendacium               | Ψευδολογος                                    | Nữ        | 1. Eris (không cha) 2. Aether & Gaia 3. Dolos (không mẹ)                                 |                             | | Thần của sự dối trả, giả tạo                                                                                 |
| Ptokheia      | Ptocheia                             | Πτωχεια                                       | Nữ        | -                                                                                        | -                           | - | Thần của người ăn xin                                                                                        |
| Sophia        | Sophia                               | Σοφία                                         | Nữ        | -                                                                                        | -                           | - | Thần của trí tuệ, sự không ngoan                                                                             |
| Sophrosyne    | Continentia                          | Σοφροσυνη                                     | Nữ        | Erebus & Nyx                                                                             | -                           | - | Thần của sự điều độ, tự chủ, kiềm chế và thận trọng                                                          |
| Soter         | Soter                                | Σωτηρ                                         | Nam       | Zeus (không mẹ)                                                                          | 1. Peitharkhia 2. Praxidike | 1. Eupraxia 2. Ktesios, Homonoia, Arete | Thần của sự an toàn, giải thoát, bảo vệ khỏi bị tổn hại.                                                     |
| Soteria       | Salus                                | Σωτηρια                                       | Nữ        | 1. Zeus (không mẹ) 2. Dionysos (không mẹ)                                                | -                           | - | Thần của sự an toàn, giải thoát, bảo vệ khỏi bị tổn hại.                                                     |
| Tekhne        | Techne                               | Τεχνη                                         | Nữ        | -                                                                                        | -                           | - | Thần của nghệ thuật, thủ công và năng khiếu kỹ thuật                                                         |
| Thanatos      | Mors, Letum                          | Θανατος                                       | Nam       | 1. Nyx (không cha) 2. Erebus & Nyx                                                       | -                           | - | Thần chết, cái chết nhẹ nhàng, không bạo lực                                                                 |
| Thrasos       | Thrasus                              | Θρασος                                        | Nam       | Eris (không cha)                                                                         | -                           | - | Thần của sự nổi loạn, xấc xược, liều lĩnh và táo bạo quá mức                                                 |
| Zelos         | Zelus, Invidia                       | Ζηλος                                         | Nam       | Pallas & Styx                                                                            | -                           | - | Thần của sự ganh đua, ghen tị, đố kị và tham vọng                                                            |

## Các thần tình yêu & tình dục - Erotes
| Tên            | Tên khác         | Tiếng Hy Lạp | Giới tính | Cha, mẹ | Phối ngẫu | Con cái | Chủ trì |
| -------------- | ---------------- | ------------ | --------- | --- | --------- | ------- | --- |
| Anteros        | Anteros          | Αντερως      | Nam       | 1. Ares & Aphrodite 2. Aphrodite (không cha)                                                                                            | -         | -       | Thần của tình yêu, tình yêu trở lại và là người báo thù cho những người không được đáp lại                                          |
| Eros           | Cupid            | Ερως         | Nam       | 1. Aphrodite (không cha) 2. Ares & Aphrodite 3. Ouranos & Aphrodite 4. Ouranos & Gaia 5. Zephryos & Iris 6. Eileithyia 7. Poros & Penia | Psykhe    | Hedone  | Thần tình yêu tinh nghịch, một tay sai và là bạn đồng hành không ngừng của nữ thần Aphrodite, khác với thần nguyên thủy Eros (Armo) |
| Hedylogos      | Hedylogus        | Ἡδυλογος     | Nam       | Aphrodite (không cha) | -         | -       | Thần của những cuộc nói chuyện ngọt ngào, nịnh hót                                                                                  |
| Hermaphroditos | Hermaphroditus   | Ἑρμαφροδιτος | Nam       | Hermes & Aphrodite | -         | -       | Thần lưỡng tính |
| Himeros        | Himerus          | Ἱμερος       | Nam       | Aphrodite (không cha) | -         | -       | Thần của ham muốn tình dục song sinh với Eros                                                                                       |
| Hymenaios      | Hymenaeus, Hymen | Ὑμεναιος     | Nam       | 1. Kleio (không cha) 2. Magnes (không cha) 3. Ourania (không cha) 4. Apollon & Kalliope 5. Apollon & Terpsikhore 6. Dionysos (không mẹ) | -         | -       | Thần của lễ cưới, thánh ca hôn lễ                                                                                                   |
| Pothos         | Pothus           | Ποθος        | Nam       | 1. Aphrodite (không cha) 2. Zephryos & Iris                                                                                             | -         | -       | Thần khát khao, ham muốn, đam mê tình dục                                                                                           |

## Các Nymph
| Tên       | Tiếng Hy Lạp             | Lĩnh vực                                                                      |
| --------- | ------------------------ | ----------------------------------------------------------------------------- |
| Adrasteia | Αδράστεια (Adásteia)     | Tiên nữ đã nuôi Zeus                                                          |
| Clytie    | Κλυτία (Klytía)          | Một nàng tiên, người yêu của Apollo, sau biến thành hoa hướng dương           |
| Daphne    | Δάφνη (Dáphne)           | Một nàng tiên, con gái của Peneus, sau biến thành cây nguyệt quế (Lauraceae). |
| Dryad     | Δρυάδες (Dryádes)        | Tiên cây                                                                      |
| Hamadryad | Ἁμαδρυάδες (Hamadryádes) | Một dạng tiên cây, sống cùng và chết theo cây.                                |
| Metope    |                          | Một nàng tiên sông, con gái của sông Ladon                                    |
| Naiad     |                          | Tiên nữ của các suối, giếng, sông nhỏ...                                      |
| Nereid    | Νηρείδες (Nereídes)      | Tiên nữ tóc xanh sống ở biển                                                  |
| Oceanid   | Ωκεανιδες (Okeanides)    | Tiên nữ của các sông, biển, hồ, kênh...                                       |
| Oread     | Ὀρειάδες (Oreiádes)      |                                                                               |

## Các thần sông
| Tên       | Tiếng Hy Lạp       | Lĩnh vực                               |
| --------- | ------------------ | -------------------------------------- |
| Achelous  | Αχελώος (Akheloos) | Thần của sông Acheloos                 |
| Acheron   | Αχέρων (Akheron)   | Thần của sông Acheron trong thần thoại |
| Acis      |                    |                                        |
| Alpheus   | Αλφειός (Alpheios) | Thần của sông Alpheios                 |
| Asopus    | Ασωπός (Asopios)   |                                        |
| Kladeos   | Κλάδεος (Kladeos)  | Thần của sông Kladeos                  |
| Eurotas   | Ευρώτας (Eurotas)  | Thần của sông Evrotas                  |
| Peneus    | Πηνειός (Peneios)  |                                        |
| Styx      |                    | Thần sông âm phủ                       |
| Emanopsus |                    |                                        |

## Các nữ thần vận mệnh - Moirae (Moirai)
Là 3 nữ thần chủ trì vận mệnh con người, khi một con người chào đời họ tạo ra sợi chỉ của cuộc sống tương lai, giao cho mỗi người một số phận không ai có thể thay đổi, khi số phận của con người bị chấm dứt, nữ thần định mệnh trở thành nữ thần của cái chết. 3 Nữ thần hoạt động độc lập, không bị chi phối bởi các thần nào, nắm các quyền định hướng vận mệnh và theo dõi số phận được giao cho mọi sinh vật theo quy luật vĩnh cửu (luôn đi theo hướng không bị cản trở).
| Tên      | Tên khác             | Tiếng Hy Lạp | Giới tính | Cha, mẹ | Phối ngẫu | Con cái | Chủ trì                                       |
| -------- | -------------------- | ------------ | --------- | --- | --------- | ------- | --------------------------------------------- |
| Atropos  | Atropus, Heimarmene  | Ατροπος      | Nữ        | 1. Zeus & Themis 2. Nyx (không cha) 3. Erebos & Nyx 4. Kronos & Nyx 5. Ananke (không cha) 6. Khaos (không cha) 7. Okeanos & Gaia | -         | -       | Nữ thần cầm kéo cắt sợi chỉ chấm dứt vận mệnh |
| Klotho   | Clotho, Aisa, Aesa   | Κλωθω        | Nữ        | 1. Zeus & Themis 2. Nyx (không cha) 3. Erebos & Nyx 4. Kronos & Nyx 5. Ananke (không cha) 6. Khaos (không cha) 7. Okeanos & Gaia | -         | -       | Nữ thần quay trục tạo ra vận mệnh             |
| Lakhesis | Lachesis, Pepromene, | Λαχεσις      | Nữ        | 1. Zeus & Themis 2. Nyx (không cha) 3. Erebos & Nyx 4. Kronos & Nyx 5. Ananke (không cha) 6. Khaos (không cha) 7. Okeanos & Gaia | -         | -       | Nữ thần kéo sợi chỉ duy trì vận mệnh          |

## Các nữ thần báo thù - Erinyes
Là ba nữ thần báo thù và quả báo, họ thường trừng phạt những người đàn ông vì tội chống lại trật tự tự nhiên. Các nữ thần cũng là người hầu của Haides và Persephone trong địa ngục, nơi đây họ giám sát việc tra tấn những tên tội phạm bị giam giữ, những kẻ thủ ác
| Tên       | Tên khác  | Tiếng Hy Lạp | Giới tính | Cha, mẹ | Phối ngẫu | Con cái | Chủ trì                                    |
| --------- | --------- | ------------ | --------- | --- | --------- | ------- | ------------------------------------------ |
| Alekto    | Alecto    | Αληκτω       | Nữ        | 1. Gaia sinh ra từ máu của Ouranos 2. Nyx (không cha) 3. Haides & Persephone 4. Haides (không mẹ) 5. Poine (không cha) | -         | -       | Nữ thần của quả báo                        |
| Megaira   | Megaera   | Μεγαιρα      | Nữ        | 1. Gaia sinh ra từ máu của Ouranos 2. Nyx (không cha) 3. Haides & Persephone 4. Haides (không mẹ) 5. Poine (không cha) | -         | -       | Nữ thần của sự hận thù không ngớt          |
| Tisiphone | Tisiphone | Τισιφονη     | Nữ        | 1. Gaia sinh ra từ máu của Ouranos 2. Nyx (không cha) 3. Haides & Persephone 4. Haides (không mẹ) 5. Poine (không cha) | -         | -       | Nữ thần của sự hận thù những kẻ giết người |

Ngoài ra còn 1 Erinyes sinh ra từ sự phẫn nộ của nữ thần Demeter khi bị Poseidon cưỡng hiếp là nữ thần báo thù thứ 4 - Tilphousia
| Tên        | Tên khác   | Tiếng Hy Lạp | Giới tính | Cha, mẹ            | Phối ngẫu         | Con cái                             | Chủ trì                                           |
| ---------- | ---------- | ------------ | --------- | ------------------ | ----------------- | ----------------------------------- | ------------------------------------------------- |
| Tilphousia | Tilphousia | Τιφούσια     | Nữ        | Poseidon & Demeter | 1. Boreas 2. Ares | 1. Hippoi Areioi 2. Drakon Ismenios | Nữ thần của sự hận thù những kẻ cưỡng hiếp phụ nữ |

## Các nữ thần tiên tri - Themeides
Là các nhữ thần tiên trị, bảo trợ các nhà tiên tri đồng thời cũng là người giữ kho báu của các vị thần
| Tên       | Tên khác  | Tiếng Hy Lạp | Giới tính | Cha, mẹ       | Phối ngẫu | Con cái | Chủ trì                                                       |
| --------- | --------- | ------------ | --------- | ------------- | --------- | ------- | ------------------------------------------------------------- |
| Dodonides | Dodonides | Δωδωιδες     | Nữ        | Zeus & Themis | -         | -       | Nữ thần bảo hộ những cây sồi linh thiêng của các nhà tiên tri |
| Hesperiai | Hesperiai | Ἑσπεριαι     | Nữ        | Zeus & Themis | -         | -       | Nữ thần bảo hộ phong thủy, phương hướng, đền thờ              |
| Thriai    | Thriae    | Θριαι        | Nữ        | Zeus & Themis | -         | -       | Nữ thần bảo hộ nghệ thuật bói toán bằng đá cuội               |

## Các nữ thần cuộc sống - Horae (Horai)
Bài chi tiết: Horae
Là những nữ thần cai quản thiên nhiên, các mùa trong năm, trật tự xã hội, và sự chuyển động của thời gian:

### Các thần chủ trì trật tự xã hội
| Tên     | Tên khác          | Tiếng Hy Lạp | Giới tính | Cha, mẹ                                                                      | Phối ngẫu | Con cái      | Chủ trì                                                                  |
| ------- | ----------------- | ------------ | --------- | ---------------------------------------------------------------------------- | --------- | ------------ | ------------------------------------------------------------------------ |
| Dike    | Dice Justitia Jus | Ειρηνη       | Nữ        | 1. Zeus & Themis 2. Zeus (không mẹ) 3. Themis (không cha) 4. Nomos & Eusebia | -         | Heskyhia     | Nữ thần công lý cai trị công lý đạo đức của con người                    |
| Eirene  | Irene, Pax        | Ευνομια      | Nữ        | 1. Zeus & Themis 2. Themis (không cha)                                       | -         | -            | Nữ thần hòa bình là hiện thân của hòa bình và giàu có                    |
| Eunomia | Eunomia           | Δικη         | Nữ        | 1. Zeus & Themis 2. Themis (không cha) 3. Prometheus (không mẹ)              | Zeus      | Các Kharites | Nữ thần pháp luật cai trị và kiểm soát mọi thứ ổn định, vào đúng trật tự |

### Các thần chủ trì trật tự thiên nhiên
| Tên    | Tên khác             | Tiếng Hy Lạp | Giới tính | Cha, mẹ                                                  | Phối ngẫu | Con cái | Chủ trì |
| ------ | -------------------- | ------------ | --------- | -------------------------------------------------------- | --------- | ------- | --- |
| Auxo   | Auxo Auxesia Auxesie | Αυξω         | Nữ        | 1. Zeus & Themis 2. Helios & Selene 3. Helios (không mẹ) | -         | -       | Nữ thần bảo hộ của thực vật và cây cối, sự tăng trưởng, phát triển cũng và khả năng sinh sản                                  |
| Karpo  | Carpo Damia Damie    | Καρπω        | Nữ        | 1. Zeus & Themis 2. Helios & Selene 3. Helios (không mẹ) | -         | -       | Nữ thần phụ trách kiểm soát thời gian chín nở và thu hoạch, để lại những đám mấy xung quanh đỉnh Olympus để canh gác ngọn núi |
| Thallo | Thallo               | Θαλλω        | Nữ        | 1. Zeus & Themis 2. Helios & Selene 3. Helios (không mẹ) | -         | -       | Nữ thần cai quản sự đâm chồi nảy lộc của cây cỏ, hoa màu ngoài ra còn là thần bảo vệ thanh thiếu niên                         |

### Các thần chủ trì đời sống, kinh tế
| Tên      | Tên khác | Tiếng Hy Lạp | Giới tính | Cha, mẹ                                                  | Phối ngẫu | Con cái | Chủ trì                                               |
| -------- | -------- | ------------ | --------- | -------------------------------------------------------- | --------- | ------- | ----------------------------------------------------- |
| Euporia  | Euporie  | Δαμια        | Nữ        | 1. Zeus & Themis 2. Helios & Selene 3. Helios (không mẹ) | -         | -       | Nữ thần sung túc cai quản sự dư giả, đầy đủ           |
| Orthosia | Orthosie | Ορθωσια      | Nữ        | 1. Zeus & Themis 2. Helios & Selene 3. Helios (không mẹ) | -         | -       | Nữ thần phồn thịnh cai quản sự phát đạt, thịnh vượng  |
| Pherousa | Pherouse | Φερουσα      | Nữ        | 1. Zeus & Themis 2. Helios & Selene 3. Helios (không mẹ) | -         | -       | Nữ thần của cải cai quản tài sản, đất đai, trang trại |

### Các thần chủ trì bốn mùa
| Tên           | Tên khác      | Tiếng Hy Lạp | Giới tính | Cha, mẹ                                                  | Phối ngẫu | Con cái | Chủ trì          |
| ------------- | ------------- | ------------ | --------- | -------------------------------------------------------- | --------- | ------- | ---------------- |
| Eiar          | Eiar          | Ειαρ         | Nữ        | 1. Zeus & Themis 2. Helios & Selene 3. Helios (không mẹ) | -         | -       | Nữ thần mùa xuân |
| Kheimon       | Cheimon       | Χειμων       | Nữ        | 1. Zeus & Themis 2. Helios & Selene 3. Helios (không mẹ) | -         | -       | Nữ thần mùa đông |
| Phthinophoron | Phthinophoron | Φθινοφωρον   | Nữ        | 1. Zeus & Themis 2. Helios & Selene 3. Helios (không mẹ) | -         | -       | Nữ thần mùa thu  |
| Theros        | Theros        | Θερος        | Nữ        | 1. Zeus & Themis 2. Helios & Selene 3. Helios (không mẹ) | -         | -       | Nữ thần mùa hè   |

### Các thần chủ trì thời gian
Là các nữ thần của giờ trong ngày (và có lẽ cũng là mười hai tháng trong năm). Họ hướng dẫn con đường của thần mặt trời Helios khi thần đi qua bầu trời, chia ngày thành nhiều phần
| Tên        | Tên khác   | Tiếng Hy Lạp | Giới tính | Cha, mẹ                                    | Phối ngẫu | Con cái | Chủ trì                                                                      |
| ---------- | ---------- | ------------ | --------- | ------------------------------------------ | --------- | ------- | ---------------------------------------------------------------------------- |
| Auge       | Auge       | Αυγη         | Nữ        | 1. Helios (không mẹ) 2. Khronos (không mẹ) | -         | -       | Thần của thời gian hừng đông, ánh sáng đầu tiên                              |
| Anatole    | Anatole    | Ανατολη      | Nữ        | 1. Helios (không mẹ) 2. Khronos (không mẹ) | -         | -       | Thần của thời gian chạng vạng sáng                                           |
| Mousike    | Musica     | Μουσικη      | Nữ        | 1. Helios (không mẹ) 2. Khronos (không mẹ) | -         | -       | Thần của thời gian sáng sớm (giờ của âm nhạc và học tập)                     |
| Gymnastike | Gymnastica | Γυμναστικη   | Nữ        | 1. Helios (không mẹ) 2. Khronos (không mẹ) | -         | -       | Thần của thời gian buổi sáng (giờ tập luyện thể dục)                         |
| Nymphe     | Nympha     | Νυμφη        | Nữ        | 1. Helios (không mẹ) 2. Khronos (không mẹ) | -         | -       | Thần của thời gian ban mai (giờ tắm, giặt)                                   |
| Mesembria  | Mesembria  | Μεσημβρια    | Nữ        | 1. Helios (không mẹ) 2. Khronos (không mẹ) | -         | -       | Thần của thời gian buổi trưa                                                 |
| Sponde     | Sponde     | Σπονδη       | Nữ        | 1. Helios (không mẹ) 2. Khronos (không mẹ) | -         | -       | Thần của thời gian sau khi ăn trưa                                           |
| Elete      | Elete      | Ηλετη        | Nữ        | 1. Helios (không mẹ) 2. Khronos (không mẹ) | -         | -       | Thần của thời gian cầu nguyện, giờ làm việc đầu tiên của buổi chiều          |
| Akte       | Acte       | Ακτη         | Nữ        | 1. Helios (không mẹ) 2. Khronos (không mẹ) | -         | -       | Thần của thời gian ăn uống và vui chơi, giờ làm việc thứ hai của buổi chiều, |
| Hesperis   | Hesperis   | Ἑσπερις      | Nữ        | 1. Helios (không mẹ) 2. Khronos (không mẹ) | -         | -       | Thần của thời gian chạng vạng tối, kết thúc giờ làm việc buổi chiều.         |
| Dysis      | Dysis      | Δυσις        | Nữ        | 1. Helios (không mẹ) 2. Khronos (không mẹ) | -         | -       | Thần của thời gian hoàng hôn                                                 |
| Arktos     | Arctus     | Αρκτος       | Nữ        | 1. Helios (không mẹ) 2. Khronos (không mẹ) | -         | -       | Thần của thời gian đêm và khuya                                              |

## Các nữ thần nghệ thuật - Mousai (Muses)
Là những nữ thần của âm nhạc, bài hát và điệu nhảy và là nguồn cảm hứng cho các nhà thơ. Họ cũng là những nữ thần tri thức, ký ức. Sau này các nữ thần được chỉ định các lĩnh vực nghệ thuật, cụ thể:
| Tên         | Tên khác             | Tiếng Hy Lạp | Giới tính | Cha, mẹ          | Phối ngẫu                                | Con cái                                                   | Chủ trì                                       |
| ----------- | -------------------- | ------------ | --------- | ---------------- | ---------------------------------------- | --------------------------------------------------------- | --------------------------------------------- |
| Erato       | Erato                | Ερατω        | Nữ        | Zeus & Mnemosyne | Malos                                    | Kleopheme                                                 | Nữ thần của thơ gợi tình (khiêu dâm), hí kịch |
| Euterpe     | Euterpe              | Ευτερπη      | Nữ        | Zeus & Mnemosyne | Strymon                                  | Rhesos                                                    | Nữ thần của thơ trữ tình                      |
| Kalliope    | Kalliopeia, Calliope | Καλλιοπη     | Nữ        | Zeus & Mnemosyne | 1. Apollon 2. Oiagros 3. Strymon 4. Zeus | 1. Orpheus, Linos 2. Ialmenos 3. Rhesos 4. Các Korybantes | Nữ thần của thơ hùng ca, tài hùng biện        |
| Kleio       | Clio                 | Κλειω        | Nữ        | Zeus & Mnemosyne | Pieros                                   | Hyakinthos, Hymenaios                                     | Nữ thần của lịch sử, thơ ca                   |
| Melpomene   | Melpomene            | Μελπομενη    | Nữ        | Zeus & Mnemosyne | Akheloios                                | Các Seirenes                                              | Nữ thần của bi kịch                           |
| Ourania     | Ouranie              | Ουρανιη      | Nữ        | Zeus & Mnemosyne | 1. Amphimaros 2. Apollon 3. Hermes       | Hymenaios 1/2/3. Linos                                    | Nữ thần của thiên văn học                     |
| Polymnia    | Polyhymnia           | Πολυμνια     | Nữ        | Zeus & Mnemosyne | -                                        | -                                                         | Nữ thần của những bài thánh ca                |
| Terpsikhore | Terpsichore          | Τερψιχορη    | Nữ        | Zeus & Mnemosyne | 1. Akheloios 2. Apollon                  | 1. Các Seirenes 2. Linos                                  | Nữ thần của bài hát hợp xướng và điệu nhảy    |
| Thaleia     | Thalia               | Θλε          | Nữ        | Zeus & Mnemosyne | Apollon                                  | Các Korybantes                                            | Nữ thần của hài kịch, thơ đồng quê            |

Ngoài ra trong một số tác phẩm thần thoại, còn có các Mousai khác như: Polymatheia; Melete, Aoede, Mneme; Melete, Aode, Arkhe, Thelxinoe; Nete, Mese, Hypate; Kephiso, Apollonis, Borysthenis; Neilo, Tritone, Asopo, Heptapora, Akhelois, Tipoplo, Rhodia

## Các nữ thần vui chơi, lễ hội - Charites (Kharites)
Là các nữ thần của ân sủng, sắc đẹp, trang điểm, niềm hân hoan, vui vẻ, lễ hội, khiêu vũ và bài hát:
| Tên        | Tên khác                       | Tiếng Hy Lạp | Giới tính | Cha, mẹ | Phối ngẫu | Con cái | Chủ trì                                                                      |
| ---------- | ------------------------------ | ------------ | --------- | --- | --------- | ------- | ---------------------------------------------------------------------------- |
| Erytheia   | Erythe                         | Erγλαιη      | Nữ        | 1. Poseidon & Amphitrite                                                                                                |           |         | Nữ thần sắc đẹp, lộng lẫy, vinh quang và trang điểm.                         |
| Antheia    | Anthea                         | Ανθεια       | Nữ        | 1. Poseidon & Amphitrite                                                                                                | -         | -       | Nữ thần của hoa và vòng hoa rực rỡ được mặc trong các lễ hội và các bữa tiệc |
| Eudaimonia | Eudaemonia                     | Ευδαιμονια   | Nữ        | 1. Poseidon & Amphitrite                                                                                                | -         | -       | Nữ thần hạnh phúc, thịnh vượng và sung túc                                   |
| Euphrosyne | Euphrosyne, Euthymia, Eutychia | Ευφροσυνη    | Nữ        | 1. Zeus & Eurynome 2. Zeus & Eunomia 3. Erebos & Nyx                                                                    | -         | -       | Nữ thần của sự cổ vũ, chúc mừng, niềm vui sướng, hân hoan, mãn nguyện        |
| Hegemone   | Hegemone                       | Ἡγεμονη      | Nữ        | 1. Zeus & Eurynome 2. Zeus & Eunomia 3. Helios & Aigle 4. Hera (không cha) 5. Dionysos (không mẹ) 6. Dionysos & Kronois | -         | -       | Nữ thần của vương quyền, lãnh đạo và cai trị                                 |
| Kleta      | Cleta                          | Κλητα        | Nữ        | 1. Zeus & Eurynome 2. Zeus & Eunomia 3. Helios & Aigle 4. Hera (không cha) 5. Dionysos (không mẹ) 6. Dionysos & Kronois | -         | -       | Nữ thần của sự nổi tiếng và vinh quang                                       |
| Paidia     | Paedia                         | Παιδια       | Nữ        | 1. Zeus & Eurynome 2. Zeus & Eunomia 3. Helios & Aigle 4. Hera (không cha) 5. Dionysos (không mẹ) 6. Dionysos & Kronois | -         | -       | Nữ thần vui chơi và giải trí                                                 |
| Pandaisia  | Pandaesia                      | Πανδαισια    | Nữ        | 1. Zeus & Eurynome 2. Zeus & Eunomia 3. Helios & Aigle 4. Hera (không cha) 5. Dionysos (không mẹ) 6. Dionysos & Kronois | -         | -       | Nữ thần của những bữa tiệc phong phú                                         |
| Pannykhis  | Pannychis                      | Παννυχις     | Nữ        | 1. Zeus & Eurynome 2. Zeus & Eunomia 3. Helios & Aigle 4. Hera (không cha) 5. Dionysos (không mẹ) 6. Dionysos & Kronois | -         | -       | Nữ thần của các lễ hội đêm và các bữa tiệc                                   |
| Pasithea   | Pasithea                       | Πασιθεα      | Nữ        | 1. Dionysos (không mẹ) 2. Hera (không cha)                                                                              | Hypnos    | -       | Nữ thần của sự nghỉ ngơi, thư giãn                                           |
| Phaenna    | Phaenna                        | Φαεννα       | Nữ        | 1. Zeus & Eurynome 2. Zeus & Eunomia 3. Helios & Aigle 4. Hera (không cha) 5. Dionysos (không mẹ) 6. Dionysos & Kronois | -         | -       | Nữ thần của sự tỏa sáng, hào quang                                           |
| Thalia     | Thalie, Thaleia                | Θριαι        | Nữ        | 1. Zeus & Eurynome 2. Zeus & Eunomia                                                                                    | -         | -       | Nữ thần của lễ hội và yến tiệc                                               |

## Các nữ thần sức khỏe và chữa bệnh - Asklepiades
Là bốn hoặc năm nữ thần chủ trì sức khỏe con người, chữa bệnh, y học và là các con gái của thần Asklepios
| Tên      | Tên khác | Tiếng Hy Lạp | Giới tính | Cha, mẹ                                                        | Phối ngẫu | Con cái | Chủ trì                                               |
| -------- | -------- | ------------ | --------- | -------------------------------------------------------------- | --------- | ------- | ----------------------------------------------------- |
| Aigle    | Aegle    | Αιγλη        | Nữ        | 1. Asklepios & Epione 2. Asklepios & Lampetia                  | -         | -       | Thần của sức khỏe tinh thần tốt                       |
| Akeso    | Aceso    | Ακεσο        | Nữ        | Asklepios & Epione                                             | -         | -       | Thần chữa khỏi bệnh và chữa lành vết thương           |
| Iaso     | Iada     | Ιασω         | Nữ        | 1. Asklepios & Epione 2. Asklepios (không mẹ)                  | -         | -       | Thần chữa bệnh, phương thuốc và phương thức chữa bệnh |
| Hygeia   | Salus    | Ὑγεια        | Nữ        | 1. Asklepios & Epione 2. Asklepios (không mẹ) 3. Eros & Peitho | -         | -       | Thần sức khỏe thể chất tốt                            |
| Panakeia | Panacea  | Πανακεια     | Nữ        | 1. Asklepios & Epione 2. Asklepios (không mẹ)                  | -         | -       | Thần của các loại thuốc, dược liệu                    |

## Danh sách các thần khác
| Tên        | Tiếng Hy Lạp           | Lĩnh vực                                                                                      |
| ---------- | ---------------------- | --------------------------------------------------------------------------------------------- |
| Amphitrite | Ἀμφιτρίτη (Amphitrite) | Một nữ thần biển, vợ của Poseidon                                                             |
| Aristaeus  | Αρίσταιος (Aristaios)  | Thần của gia súc, chăn nuôi và nuôi ong, con của Apollo và Cyrene                             |
| Asclepius  | Ἀσκληπιός (Asklēpiós)  | Thần chữa bệnh, con của Apollo                                                                |
| Astraeus   | Αστραιος (Astraios)    | Thần của môn chiêm tinh                                                                       |
| Auxo       | Αυξώ (Auxo)            | Thần của mùa hè, mùa cây lá mọc (Hy Lạp cổ đại không có mùa đông), con gái của Zeus và Themis |
| Bia        | Βία (Bía)              | Thần của sự hung bạo, con gái của Pallas và Styx                                              |
| Boreas     | Βορέας (Boréas)        | Thần gió bắc, con của Astraeus và Eos                                                         |
| Carpo      | Καρπώ (Karpo)          | Thần của mùa thu (Hy Lạp cổ đại không có mùa đông), con gái của Zeus và Themis                |
| Ceto       | Κητος (Ketos)          | Thần của các sự nguy hiểm trên biển, con gái của Gaia và Pontus                               |
| Charon     | Χάρων (Kháron)         | Thần chở người qua sông Styx xuống âm phủ, con của Erebus và Nyx                              |
| Dike       | Δίκη (Díke)            | Nữ thần công lý, con gái của Zeus và Themis                                                   |
| Eileithyia | Ειλειθυια (Eileithyia) | Nữ thần của sự sinh con, con của Zeus và Hera                                                 |
| Eirene     | Ειρήνη (Eiréne)        | Nữ thần hòa bình, con gái của Zeus và Themis                                                  |
| Elpis      | ἐλπίς (Elpís)          | Nữ thần của hy vọng, con của Nyx                                                              |
| Eris       | Ἒρις (Eris)            | Nữ thần của sự xung đột, cãi nhau                                                             |
| Eunomia    | Ευνομία (Eunomía)      | Nữ thần phát luật, con gái của Zeus và Themis                                                 |
| Eurus      | Εύρος (Eúros)          | Thần gió đông, con của Astraeus và Eos                                                        |
| Hecate     | Ἑκάτη (Hekátē)         | Thần của pháp thuật phù thủy                                                                  |
| Hesperus   | Ἓσπερος (Hesperos)     | Thần của Sao Hôm, con của Eos                                                                 |
| Hygieia    | Υγιεία (Hygieía)       | Nữ thần của sự sạch sẽ, con gái của Asclepius                                                 |
| Hypnos     | Ύπνος (Hypnos)         | Thần của giấc ngủ, con của Nyx                                                                |
| Iris       | Ιρις (Iris)            | Nữ thần của cầu vồng                                                                          |
| Notus      | Νότος (Notos)          | Thần gió nam, con của Astraeus và Eos                                                         |
| Thallo     | Θαλλώ (Thallo)         | Thần của mùa xuân (Hy Lạp cổ đại không có mùa đông), con gái của Zeus và Themis               |
| Zephyrus   | Ζέφυρος (Zéphyros)     | Thần gió tây, con của Astraeus và Eos                                                         |

## Các nhân vật (không bất tử)

### Các anh hùng
- Abderus (Ἄβδηρος Abderos), con của Hermes
- Achilles (Ἀχιλλεύς Akhilleus), con của nữ thần biển Thetis
- Actaeon (Άκταίων Aktaion), con của Aristaeus và Autonoe
- Aeneas (Αινείας Aineías), con trai của Aphrodite
- Agamemnon (Ἀγαμέμνων Agamémnon)
- Ajax Lớn (Αἴας Aias)
- Ajax Bé (Αἴας Aias)
- Atalanta (Ἀταλάντη Atalántē), một nữ anh hùng hiếm hoi trong thần thoại Hy Lạp
- Bellerophon (Βελλεροφόντης Bellerophóntes)
- Castor
- Diomedes (Διομήδης Diomêdês)
- Ganymede (Γανυμήδης Ganumêdês)
- Hector (Ἑκτωρ Ektor)
- Heracles hay Hercules (Ηρακλης)
- Iolaus (Ίόλαος Iolaos)
- Jason (Ιάσων Iason)
- Laius (Λάϊος Laios)
- Meleager (Μελέαγρος Meléagros)
- Menelaus (Μενέλαος), em trai của Agamemnon
- Odysseus (Όδυσσεύς Odysseus)
- Orestes, con của Agamemnon
- Orpheus
- Perseus (Περσεύς Perseus)
- Philoctetes (Φιλοκτήτης Philoktetes)
- Theseus (Θησεύς Theseus)

### Các Amazon
- Aella
- Ainia
- Antianara
- Antibrote
- Antiope, vợ của anh hùng Theseus
- Asteria
- Cleite
- Hippolyta
- Melanippe
- Molpadia
- Otrera
- Penthesilea
- Tecmessa
- Xadagasicualadis

## Trích dẫn nguồn
1. 1 2  Nonnus Dionysiaca 7.7 & 12.34
2. ↑  Dictionary of Greek and Roman Biography and Mythology
3. ↑  Hyginus Theogony 116
4. 1 2  Oppian Halieutica 4.10
5. 1 2 3  Aristophanes Birds 685
6. ↑  Hyginus Preface, Cic 3.17
7. 1 2 3  Hesiod Theogony 116
8. 1 2 3  Orphic Rhapsodies 66, Orphic Frag 54 & 57, Epicuras Frag
9. 1 2 3 4 5 6 7 8 9 10 11 12 13 14 15 16 17 18 19 20 21 22 23 24 25 26 27 28 29 30  Hyginus Preface
10. 1 2  Orphic Fragments 54 & 57
11. ↑  Orphic Fragments 54 & 57, Orphic Frag 57
12. ↑  Orphic Frag 57, Argonautica 1.503
13. 1 2 3 4  Orphic Argonautica 12, Orphic Fragment 54
14. 1 2 3  Orphic Rhapsodies 66
15. ↑  Hesiod Theogony 124
16. 1 2  Quintus Smyrnaeus 3.755
17. ↑  Bacchylides Frag 7, Tzetzes on Lycophron
18. 1 2  Nonnus Dionysiaca 12.15
19. ↑  Orphic Hymn 10, Nonnus Dionysiaca 41.51
20. ↑  Hesiod Theogony 820, Apollodorus 1.39 & 2.4, Hyginus Preface,
21. 1 2  Bacchylides Frag 52
22. ↑  Alcman Frag 5, Orphic Fragment 54 & 57
23. ↑  Orphic Fragment 54 & 57
24. 1 2  Alcman Frag 5
25. 1 2  Plato Symposium 187
26. 1 2  Hesiod Theogony 124, Cicero De Natura Deorum 3.17
27. ↑  Aristophanes Birds 118
28. ↑  Hyginus Prefac
29. 1 2  Aristophanes Clouds 563
30. ↑  Alcman Frag 61, Callimachus Frag 498, Cicero De Natura Deorum 3.17
31. ↑  Orphic Fragment 5
32. 1 2  Plato Republic 617C
33. ↑  Hesiod Theogony 123, Hyginus Preface
34. ↑  Orphic Fragment 54
35. ↑  Hesiod Theogony 124, Cicero De Natura Deum 3.17, Hyginus Preface, Aristophanes Birds 1189
36. ↑  Bacchylides Frag 7
37. ↑  Cicero De Natura Deorum 3.17, Hyginus Preface
38. 1 2  Theogony 129
39. ↑  Hesiod Theogony 126, Nonnus Dionysiaca 27.50
40. ↑  Titanomachia Frag 2
41. ↑  Alcman Frag 61, Callimachus Frag 498
42. 1 2 3 4 5 6 7  Hyginus Preface, Cicero De Natura Deorum 3.17
43. ↑  Orphic Fragments
44. ↑  Orphic Rhapsodies 66, Orphic Argonautica 12, Orphic Frag 54
45. ↑  Orphic Frag 57
46. ↑  Orphic Argonautica 12, Orphic Fragment 101
47. ↑  Hesiod Theogony 130
48. ↑  Hesiod Theogony 233, Apollodorus 1.10, Hyginus Preface, (Eumelus Titanomachia 3, Bacchylides Frag 52
49. ↑  Nonnus Dionysiaca 12.43
50. ↑  Diodorus Siculus 5.55.1
51. ↑  Apollodorus 1.2
52. ↑  Hesiod Theogony 353
53. ↑  Homer Iliad 5.370; Euripides Helen 1098; Apollodorus 1.13, Scholiast on Pindar's Pythian 3.177; Hesychius s.v. Bacchou Diones
54. 1 2 3 4 5 6 7 8 9 10 11 12  Theogony 132, Homeric Hymn 31, Apollodorus 1.8, Diodorus Siculus 5.66.1, Hyginus Pref
55. 1 2 3 4 5 6 7 8  Hyginus Pref
56. ↑  Theogony 371, Apollodorus 1.9, Hyginus Pref, Homeric Hymn 31
57. ↑  Odyssey 12.168, Homeric Hymn to Demeter 19, Homeric Hymn to Athena 12, Pindar Olympian 7 str3, Metamorphoses 4.170
58. 1 2  Pausanias 2.11.5
59. ↑  Hesiod Theogony 132, Apollodorus 1.8, Diodorus Siculus 5.66.1
60. ↑  Virgil Georgics 1.276
61. ↑  Hesiod Theogony 371, Apollodorus 1.9, Hyginus Preface
62. ↑  Pausanias 8.27.15
63. ↑  Stephenus Byzantium s.v. Anchiale
64. ↑  Virgil Aeneid 4.174, Virgil Georgics 1.276
65. 1 2  Hesiod Theogony 404, Apollodorus 1.9, Hyginus Preface, Diodorus Siculus 5.67.1
66. ↑  Homeric Hymn 3.61, Pindar Processional Song on Delos, Sappho Frag 44A, Orphic Hymn 35, Ovid Metamorphoses 6.186, Hyginus Fabulae 140
67. ↑  Apollonius Rhodius 1.503; Pausanias 8.41.4
68. ↑  Hesiod Theogony 375
69. 1 2 3  Homeric Hymn 4.100
70. ↑  Pausanias 10.6.5
71. 1 2  Homer Iliad 15.187, Hesiod Theogony 453, Apollodorus 1.4, Diodorus Siculus 5.68.1, et al
72. ↑  Eumelus Titanomachia Frag 6, Apollodorus 1.8, Apollonius Rhodius 2.1231, Hyginus Fabulae 13, Ovid Metamorphoses 6.126 & 7.352, Virgil Georgics 3.92 & 3.549, Pliny Natural History 7.197, Suidas s.v. Aphroi
73. ↑  Hesiod Theogony 53, Homeric Hymn IV, Orphic Hymn 76 & 77, Pindar Isthmian Ode 6, Terpander Frag 4, Alcman Frag 8, Apollodorus 1.13, Antoninus Liberalis 9, Hyginus Preface, Cicero De Natura Deorum 3.21, Pindar Paean 7, Terpander Frag 4, Aristotle Frag 842, Plato Theaetetus 191c
74. ↑  Hesiod Theogony 133, Aeschylus Prometheus Bound 139, Hyginus Preface, Homer Iliad 21.190, Philostratus Elder 2.8, Apollodorus 1.8, Calimachus Hymns 3.40, Nonnus Dionysiaca 38.108
75. ↑  Homerica Cercopes Frag 1
76. ↑  Pherecydes Frag, Apollodorus 1.32
77. 1 2  Homer Odyssey 4.561
78. ↑  Aristophanes Clouds 264
79. ↑  DNonnus ionysiaca 6.352
80. ↑  Homer Iliad 21.190, Philostratus Elder 2.8
81. ↑  Dictionary of Greek and Roman Biography and Mythology
82. 1 2  Aeschylus Eumenides 6 & 323
83. ↑  Homer Iliad 15.187, Hesiod Theogony 453, Apollodorus 1.4, Diodorus Sic. 5.68.1, et al
84. ↑  Homeric Hymn 2.69
85. ↑  Hesiod Theogony 337, Aeschylus Prometheus Bound 136, Hyginus Preface, Apollodorus 1.8, Calimachus Hymns 3.40, Nonnus Dionysiaca 38.108, Aeschylus Seven 304, Diodorus Siculus 4.69.1, Hyginus Preface, Nonnus Dionysiaca 23.280
86. 1 2  Orphic Hymn 22
87. ↑  Theogony 371, Homeric Hymn To Helios, Apollodorus 1.9, Hyginus Pref
88. ↑  Hesiod Theogony 901, Apollodorus 1.13, Pindar Olympian 9 & 13, Pindar Frag 30, Hyginus Pref, Apollodorus 2.114
89. ↑  Aeschylus Prometheus 8 & 211 & 873
90. ↑  Stephanus Byzantium s.v. Anchiale
91. 1 2 3  Strabo 10.3.19
92. ↑  Servius trên Eclogues của Virgil
93. ↑  Stephanus Byzantium sv Anchiale
94. ↑  Apollonius Rhodius 1.1120
95. 1 2  Hesiod Theogony 404, Apollodorus 1.9, Hyginus Preface
96. ↑  Hesiod Theogony 404, Apollodorus 1.8, Cicero De Natura Deorum 3.18
97. 1 2 3  Hesiod Theogony 375, Apollodorus 1.8
98. 1 2  Hesiod Theogony 378, Apollodorus 1.9, Hyginus Preface, Nonnus Dionysiaca 6.18 & 37.70 & 47.340
99. 1 2  Aratus Phaenomena 96, Hyginus Astronomica
100. ↑  Hesiod Theogony 507, Hyginus Pref, Apollodorus 1.8
101. ↑  Ovid Metamorphoses 4.627
102. ↑  Apollodorus 3.110, Ovid Fasti 5.79
103. ↑  Hyginus Fabulae 192, Hyginus Astronomica 2.21, Ovid Fasti 5.164
104. 1 2 3  Diodorus Sicululs 4.26.2
105. ↑  Homer Odyssey 1.52, Apollodorus E7.23
106. ↑  Pausanias 8.12.7
107. ↑  Hyginus Fabulae 83, Ovid Metamorphoses 6.172
108. ↑  Hesiod Works & Days 383, Hesiod Astronomy Frag 1, Simonides Frag 555, Aeschylus Frag 172, Ovid Metamorphoses 6.169, Nonnus Dionysiaca 3.349
109. ↑  Hyginus Astronomica 2.3
110. 1 2  Hesiod Theogony 371, Apollodorus 1.8, Hyginus Pref, Ovid Fasti 5.159, Homeric Hymn 31 to Helios
111. ↑  Ovid Fasti 4.373, Valerius Flaccus 2.72
112. ↑  Hesiod Theogony 984, Apollodorus 3.147, Aethiopis Frag 1, Quintus Smyrnaeus 2.549, Pindar Nemean 6 str3, Diodorus Siculus 4.75.4, Callistratus Descriptions 9, Ovid Fasti 4.713
113. ↑  Hyginus Astronomica, Hesiod Theogony 984, Apollodorus 3.181, Pausanias 1.3.1
114. 1 2  Hesiod Theogony 507, Hesiod Works & Days 54, Hyginus Fabulae 142, Apollodorus 1.8
115. ↑  Apollodorus 1.46, Ovid Metamorphoses 1.390, Hyginus Fabulae 142
116. ↑  Simonides Frag 596
117. 1 2  Pindar Pythian Ode 5
118. ↑  Hesiod Theogony 358, 907; Apollodorus 1.8, 1.13; Hyginus Pref
119. ↑  Homer Iliad 18.399; Pausanias 8.41.4
120. ↑  Hesiod Theogony 907, Apollodorus 1.13, Callimachus Aetia Frag 6, Hyginus Pref, Apollodorus 1.156
121. ↑  Homer Odyssey 12.168, Homeric Hymn to Demeter 19, Homeric Hymn to Athena 12, Mimnermus Frag 12, Pindar Olympian 7 str3, Ovid Metamorphoses 4.170
122. ↑  Hesiod Theogony 507, Apollodorus 1.8, Nonnus Dionysiaca 38.108
123. ↑  Hesiod Theogony 508, Apollodorus 1.8, Hyginus Preface
124. ↑  Lycophron 1282 & 1411
125. ↑  Dionysiaca 48.264
126. ↑  Hesiod Theogony 404, Apollodorus 1.9, Diodorus Siculus 5.67.1, Hyginus Preface
127. ↑  omeric Hymn III To Apollon 61, Pindar Processional Song on Delos, Sappho Frag 44A, Callimachus Hymn to Delos, Orphic Hymn 35, Ovid Metamorphoses 6.186, Hyginus Fabulae 140
128. ↑  Hesiod Theogony 918, Hesiod Works & Days 770, Homer Iliad 1.9 & 21.495, Homer Odyssey 6.100 & 11.318, Homeric Hymn 27 to Artemis, Pindar Nemean Ode 6 & 8, Pindar Processional Song on Delos, Aeschylus Eumenides 6 & 323, Orphic Hymn 35, Callimachus Hymn to Artemis & Hymn to Delos, Apollodorus 1.21 & 3.46, Pausanias 8.9.1 & 8.53.1. Hyginus Fabulae 9 & 140, et al)
129. ↑  Hesiod Theogony 507, Apollodorus 1.8
130. ↑  Hesiod Theogony 358,924; Apollodorus 1.6, 1.8; Hyginus Pref
131. 1 2 3  Hesiod Theogony 887, 924; Apollodorus 1.20
132. ↑  Plato Symposium 203
133. ↑  Hesiod Theogony 383, Apollodorus 1.8, Hyginus Preface
134. ↑  Valerius Flaccus 2.72
135. ↑  Ovid Fasti 4.373
136. ↑  Hesiod Theogony 404, Apollodorus 1.8
137. ↑  Homeric Hymn 2 to Demeter 24, Orphic Hymn 1, Lycophron 1174, Apollonius Rhodius 3.1036, Diodorus Siculus 4.45.1, Ovid Metamorphoses 7.74, Seneca Medea 812
138. ↑  Scholiast on Pindar's Pythian 4.181
139. ↑  Quintus Smyrnaeus 10.190, Diodorus Sic. 5.67.1, Ovid Metamorphoses 1.82, Valerius Flaccus 4.60, Oppian Halieutica 5.4
140. ↑  Aesch. Prometheus Bound 8 & 211 & 873
141. ↑  Hesiod Catalogues Frag 1
142. ↑  Schol. on Apollonius Rhod. 2.1086
143. ↑  Pindar Olympian 3
144. ↑  Apollodorus 1.45, Ovid Metamorphoses 1.363
145. ↑  Hesiod Theogony 371, Apollodorus 1.8, Hyginus Preface, Homeric Hymn 31 to Helios
146. ↑  Homeric Hymn 4 to Hermes 100, Ovid Fasti 4.373
147. ↑  Euripides Phoenicians 175, Nonnus Dionysiaca 44.198
148. ↑  Homeric Hymn 32 to Selene, Hyginus Preface, Greek Lyric II Alcman Frag 57, Scholiast on Pindar's Nemean Ode
149. 1 2  Quintus Smyrnaeus 10.334
150. ↑  Pausanias 5.1.5, Nonnus Dionysiaca 48.582
151. ↑  Aelian On Animals 12.7, Hyginus Fabulae 30, Seneca Hercules Furens 83
152. ↑  Ion of Chiod Frag 30a, Plato Republic 364d, Philodemus On Piety
153. ↑  Nonnus Dionysiaca 48.264
154. ↑  Nonnus Dionysiaca 1.28
155. ↑  Nonnus Dionysiaca 48.887
156. ↑  Hesiod Theogony139, Apollodorus 1.1 Callimachus Hymn to Artemis
157. ↑  Ovid Fasti 4.287
158. 1 2  Hesiod Theogony 139, Titanomachia Frag 1, Apollodorus 1.1, Hyginus Pref
159. ↑  Virgil Aeneid 8.414
160. ↑  Statius Silvae 1.1.3
161. ↑  Nonnus Dionysiaca 14.52
162. ↑  Hesiod Theogony 147, Apollodorus 1.1, Suidas s.v. Tritopatores
163. ↑  Suidas s.v. Tritopatores
164. ↑  Hesiod Theogony 147, Titanomachia Frag 1, Apollodorus 1.1, Hyginus Pref
165. ↑  Homer Iliad 1.397, Ion of Chios Frag 741
166. ↑  Ion of Chios Frag 741
167. ↑  Ibycus Frag 299
168. ↑  Scholiast on Theocritus 1.65
169. ↑  Apollodorus 1,34, Hyginus Preface; Propertius Elegies 3.9; Nonnus Dionysiaca 25.85 & 48.6; Athenian Black Figure Vase Beazley 10047; Athenian Red Figure Vase Beazley 200125; Athenian Black Figure Vase Beazley 14590; Athenian Black Figure Vase Beazley 10148; Ovid Metamorphoses 1.151
170. 1 2 3 4 5 6 7 8 9 10 11 12 13 14 15 16 17 18 19 20 21 22 23 24 25 26 27 28 29 30 31 32 33 34 35 36 37 38  Hesiod Theogony 176, Apollodorus 1.34
171. 1 2 3 4 5 6 7 8 9 10 11 12 13 14 15 16 17 18 19 20 21 22 23 24 25 26 27 28 29 30 31 32 33 34 35 36 37 38  Greek Lyric V Anonymous Frag 985, Bacchylides Frag 15, Diodorus Siculus 4.15.1, Ovid Metamorphoses 1.151
172. 1 2 3 4 5 6 7 8 9 10 11 12 13 14 15 16 17 18 19 20 21 22 23 24 25 26 27 28 29 30 31 32 33 34 35 36 37 38 39  Hyginus, Pref
173. ↑  Hegesande Memoirs Frag, Suidas s.v. Alkyonides
174. ↑  Greek Papyri III No. 140b
175. 1 2  Homer Odyssey 7.56
176. ↑  Nonnus Dionysiaca 45.174
177. 1 2  Antoninus Liberalis 21
178. 1 2  Pausanias 1.35.6
179. ↑  Apollodoros 2.115
180. ↑  Philostratus Elder 2.21, Hyginus Fabulae 31
181. ↑  Pindar Pythian 9 str5
182. ↑  Acusilaus Frag, Aeschylus Suppliants 305 & Prometheus Bound 566, Apollodorus 2.4, Nonnus Dionysiaca 20.35
183. 1 2 3  Apollodorus 2.4
184. ↑  Pausanias 2.16.4
185. ↑  Orphic Hymns 29.6 70.3, Orphic Hymn 71
186. 1 2  Statius Thebaid 12.557 & 11.47
187. ↑  Aeschylus Frag 124
188. ↑  Suidas s.v. Makaria
189. ↑  Hesiod Theogony 921, Apollodorus 1.13, Hyginus Preface
190. ↑  Colluthus 88 & 174
191. ↑  Homeric Hymn 3.300
192. ↑  Homer Odyssey 11.601, Pindar Isthmian Ode 4, Pausanias 2.13.3, Aelian On Animals 17.46
193. ↑  Homer Iliad 5.699, Aeschylus Frag 282, Pausanias 2.14.3
194. 1 2  Ovid Fasti 5.229
195. 1 2  Homer Iliad 11.270, Pindar Nemean Ode 7, Pausanias 1.18.5, Diodorus Siculus 4.9.4, Aelian On Animals 7.15, Nonnus Dionysiaca 48.794
196. 1 2  Hesiod Theogony 927, Homeric Hymn 3.310, Apollodorus 1.19, Pausanias 1.20.3, Hyginus Pref
197. 1 2  Apollodorus 1.19, Cicero De Natura Deorum 3.22
198. 1 2  Homer Iliad 4.441, Quintus Smyrnaeus 10.51
199. ↑  Homeric Hymns 18 & 24, Pindar Nemean Ode 11
200. ↑  Hesiod Theogony 188, Cicero De Natura Deorum 3.21, Apuleius 6.6, Nonnus Dionysiaca 1.86, et al
201. 1 2  Cicero De Natura Deorum 3.21
202. ↑  Homer; Apollodorus 1.13, Cicero De Natura Deorum 3.21, et al
203. 1 2  Hesiod Theogony 918, Hesiod Works & Days 770, Homer Iliad 1.9 & 21.495, Homer Odyssey 6.100 & 11.318, Homeric Hymn 27 đến Artemis, Orphic Hymn 35 Delos, Callimachus Hymn to Artemis & Hymn to Delos, Apollodorus 1.21 & 3.46, Pausanias 8.9.1 & 8.53.1. Hyginus Fabulae 9 & 140, et al
204. ↑  Hesiod Theogony 921, Homer Iliad 5.699, Aeschylus Frag 282, Apollodorus 1.13, Pausanias 2.14.3, Hyginus Preface, et al
205. ↑  Aeschylus, Pausanias 8.37.3
206. ↑  Hesiod Theogony 940, Homeric Hymn 1 & 7 & 26, Pindar Odes Pythian 3, Bacchylides Frag 19, Apollodorus 3.26, Pausanias 3.24.4, Diodorus Siculus 4.2.1, Hyginus Fabulae 179, Nonnus Dionysiaca, et al
207. ↑  Scholiast on Pindar's Pythian 3.177; Hesychius
208. ↑  Cicero De Natura Deorum 3.21-23
209. ↑  Pausanias 8.53.5
210. ↑  Hesiod Theogony 938 & Astronomy Frag 1, Homeric Hymn 4 to Hermes, Homeric Hymn 17, Alcaeus Frag 308, Simonides Frag 555, Aeschylus Libation Bearers 683 & Frag 212, Apollodorus 3.112, Philostratus Elder 1.46, Ovid Fasti 5.79
211. ↑  Orphic Hymn 57
212. ↑  Hesiod Theogony 912, Homeric Hymn 2 to Demeter, Apollodorus 1.29, Pausanias, Ovid Metamorphoses 5.501, Ovid Fasti 4.575, Nonnus Dionysiaca 5.562, et al
213. ↑  Apollodorus 1.13
214. ↑  Orphic Hymn 29, Hyginus Fabulae 155, Diodorus Siculus 4.4.1, Nonnus Dionysiaca 6.155, Suidas s.v. Zagreus, Orphic Hymn 71
215. 1 2  Orphic Hymns 29 & 70
216. 1 2 3  Apollodorus 2.158
217. ↑  esiod Theogony 921, Apollodorus 1.13
218. ↑  Pausanias 6.20.2
219. ↑  Pausanias 9.27.2
220. ↑  Greek Lyric V Frag 939 Erythrae Inscription, Suidas s.v. Epione
221. ↑  Hesiod Theogony 933, Apollodorus 3.25, Pausanias 9.5.2, Diodorus Siculus 4.2.1 & 5.48.2, Hyginus Preface, Statius Thebaid 2.265, Nonnus Dionysiaca 3.373
222. ↑  Aeschylus Suppliants 1035
223. ↑  Diodorus Siculus 5.48.2
224. ↑  Hesiod Theogony 975, Apollodorus 3.25, Diodorus Siculus 4.2.1, Hyginus Fabulae 179, Nonnus Dionysiaca 5.88, Pausanias 9.5.2
225. ↑  Hesiod Theogony 921, Homer Odyssey 11. 601, Pindar Isthmian Ode 4, Apollodorus 1.13, Pausanias 2.13.3, Aelian On Animals 17.46, Hyginus Preface
226. ↑  Hesiod Theogony 383, Bacchylides Frag 11 & Ep 2, Apollodorus 1.9, Hyginus Preface
227. ↑  Homeric Hymn 8 to Ares
228. ↑  Ptolemaeus Hephaestion 6
229. ↑  Aratus Phaenomena 96
230. 1 2  Hyginus Astronomica 2.25
231. ↑  Alcman Frag 57
232. ↑  Hesiod Theogony 265, Apollodorus 1.10, Hyginus Pref, Nonnus Dionysiaca 26.350
233. ↑  Plato Drametus 155d, Callimachus Hymn 5, Deorum 3.20
234. ↑  Hyginus Fabulae 14
235. ↑  Alcaeus Frag 257; Eustathius trên Homer 555, Nonnus Dionysiaca 47.340
236. ↑  Apollodorus 3.199, Pausanias 3.15.2
237. ↑  Hyginus Fabulae 157
238. ↑  Apollodorus 3.201, Pausanias 3.15.4, Hyginus Fabulae 157
239. ↑  Aelian On Animal 11.1
240. ↑  Pausanias 5.1.5
241. ↑  Homeric Hymn 2.5, Aristophanes Clouds 264
242. ↑  Pindar Pythian Ode 2, Apollodorus E1.20, Diodorus Siculus 4.69.4, Hyginus Fabulae 62
243. ↑  Hesiod Catalogues Frag 38, Apollodorus 1.80, Hyginus Fabulae 1
244. ↑  Apollodorus E1.20, Diodorus Siculus 4.12.5, Hyginus Fabulae 62, Cicero De Natura Deorum 3.20
245. ↑  Ovid Metamorphoses 11.195
246. ↑  Pindar Pythian Ode 2
247. ↑  Apollodorus 3.196, Pausanias 3.15.1
248. ↑  Simonides Frag 534, Herodotus 7.189, Apollonius Rhodius 1.212, Diodorus Siculus 4.43.3, Hyginus Fabulae 14, Ovid Metamorphoses 6.679, Ovid Fasti 5.203, Nonnus Dionysiaca 37.155, Suidas s.v. Aphetai
249. ↑  Simonides Frag 534, Apollonius Rhodius 1.212, Hyginus Fabulae 14, Ovid Metamorphoses 6.679, Propertius Elegies 1.20, Suidas s.v. Gambros Erekhtheos, Apollodorus 3.199, Apollonius Rhodius 2.234, Pausanias 3.15.2, Nonnus Dionysiaca 2.686
250. ↑  Hyginus Astronomica 2.42, Cicero De Natura Deorum 2.20
251. 1 2  Hesiod Theogony 378, Apollodorus 1.8, Nonnus Dionysiaca 6.18 & 37.70
252. 1 2 3  Hyginus Astronomica 2.42
253. 1 2 3 4 5 6  Orphic Hymn 7
254. 1 2  Apollodorus 1.52, Hyginus Fabulae 60
255. 1 2  Ovid Metamorphoses 11.270
256. 1 2  Hyginus Fabulae 61
257. 1 2 3  Scholiast on Euripides Hippolytus
258. 1 2 3 4  Hesiod Theogony 378, Apollodorus 1.8
259. ↑  Hesiod Theogony 986, Apollodorus 3.181, Pausanias 1.3.1
260. 1 2  Apollodorus 3.181
261. ↑  Homer Odyssey 10., Stesichorus Frag 222B, Quintus Smyrnaeus 14.467, Ovid Metamorphoses 14.223, Diodorus Siculus 5.7.5
262. 1 2  Diodorus Siculus 4.67.3
263. 1 2  Diodorus Siculus 5.7.5
264. ↑  Philetas Hermes Frag, Parthenius Love Romances 2
265. ↑  Ovid Metamorphoses 11.430
266. ↑  Callimachus Frag 202
267. 1 2  Quintus Smyrnaeus 1.683
268. 1 2 3 4  Hesiod Theogony 378, Apollodorus 1.8, Hyginus Lời nói đầu, Nonnus Dionysiaca 6.18 & 47,340
269. 1 2 3  Quintus Smyrnaeus 2,549
270. 1 2 3  Ovid Metamorphoses 14,544
271. 1 2  Hesiod Theogony 378, Hyginus Preface, Nonnus Dionysiaca 6.18
272. ↑  Hesiod Catalogues Frag 40A, Pindar Pythian Ode 4, Simonides Frag 534, Apollonius Rhodius 1.212, Hyginus Fabulae 14, Ovid Metamorphoses 6.679, Propertius 1.20, Suidas s.v. Gambros Erekhtheos, Apollodorus 3.199, Apollonius Rhodius 2.234, Pausanias 3.15.2, Pausanias 1.38.2, Hyginus Fabulae 157
273. ↑  Homer Iliad 20.219
274. 1 2  Quintus Smyrnaeus 8.239
275. ↑  Aelian On Animals 11.1
276. ↑  Callimachus Hymn to Delos 292
277. ↑  Diodorus Siculus 5.50.2
278. ↑  Nonnus Dionysiaca 6.18 & 37.70
279. ↑  Hesiod Theogony 869
280. ↑  Hesiod Theogony 378, Hyginus Pref, Nonnus Dionysiaca 6.18 & 47.340
281. ↑  Aeschylus Agamemnon 690
282. ↑  Homer Iliad 16.149, Quintus Smyrnaeus 3.743
283. 1 2  Alcaeus Frag 327
284. 1 2  Nonnus Dionysiaca 47.340
285. ↑  Quintus Smyrnaeus 4.569
286. ↑  Ovid Fasti
287. ↑  Oppian Cynegetica 3.350
288. ↑  Hesiod Doubtful Frag 3, Apollodoros 2.113, Apollonius Rhodius 4.1390, Hyginus Preface, Vase Painting N14.1
289. ↑  Hesiod Theogony 215
290. ↑  Hyginus Pref, Cicero De Natura Deorum 3.17
291. ↑  Pherecydes Frag, Hyginus Astronomica 2.3
292. ↑  ervius on Virgil's Aeneid 4.484
293. ↑  Scholiast on Apollonius Rhodius 4.1399
294. ↑  Stesichorus Geryoneis Frag S8
295. ↑  Hesiod Thiên văn học, Apollodorus 3,110, Aratus Phaenomena 254, Hyginus Fabulae 192, Hyginus Astronomica 2.21, Ovid niên biểu 4,169, Nonnus Dionysiaca 3,330
296. 1 2 3  Hesiod Astronomy Frag 1
297. 1 2 3  Apollodorus 3.110, Hyginus Fabulae 192, Hyginus Astronomica 2.21, Ovid Fasti 4.169 & 5.79
298. 1 2 3 4 5  Musaeus Frag, Hyginus Astronomica 2.21, Ovid Fasti 5.164
299. 1 2  Apollodorus 3.110, Pausanias 2.30.8 & 9.22.5, Hyginus Fabulae 157
300. ↑  Hesiod Astronomy Frag 1, Lycophron 71, Virgil Aeneid 8,134, Nonnus Dionysiaca 3.124
301. ↑  Apollodorus 3.110, Hygins Fabulae 192, Hyginus Astronomica 2.21, Ovid Fasti 4.169 & 5.79
302. ↑  Hesiod Catalogues of Women Frag 102, Apollodorus 3.138, Quintus Smyrnaeus 13.545, Lycophron 71, Hyginus Fabulae 155, Ovid Fasti 4.31, Virgil Aeneid 8.134, Diodorus Siculus 5.48.2, Nonnus Dionysiaca 3.124, Hyginus Fabulae 250
303. ↑  Hesiod Theogony 938, Hesiod Astronomy Frag 1, Homeric Hymn 17.3, Simonides Frag 555, Virgil Aeneid 8.134
304. ↑  (Apollodorus 3.110, Hyginus Fabulae 192, Hyginus Astronomica 2.21, Ovid Fasti 4.169 & 5.79
305. ↑  Hesiod Theogony 938, Hesiod Astronomy Frag 1, Homeric Hymns 4& 17, Alcaeus Frag 308, Simonides Frag 555, Aeschylus Libation Bearers 683 & Frag 212, Apollodorus 3.112, Philostratus Elder 1.26, Ovid Fasti 5.79
306. ↑  Apollodorus 1.85, Hyginus Astronomica 2.21
307. ↑  Hyginus Fabulae 84, Hyginus Astronomica 2.21, Plutarch Greek & Roman Parallel Stories 38
308. ↑  Apollodorus 3.116, Pausanias 3.12, Hyginus Fabulae 155 & Astronomica 2.21, Nonnus Dionysiaca 32.65
309. 1 2 3 4 5 6 7 8 9 10  Hesiod Theogony 226
310. ↑  Pausanias, Description of Greece 5. 20. 3
311. ↑  Pindar Olympian Ode 3
312. 1 2  Pindar Dithyrambs Frag 78
313. ↑  Pindar Olympian Ode 11
314. 1 2  Aesop Fables 530
315. ↑  Pindar OIympian Ode 8
316. 1 2  Hesiod Theogony 224
317. 1 2 3 4 5 6 7  Cicero De Natura Deorum 3.17
318. 1 2 3 4 5  Suidas sv Praxidike
319. 1 2  Hesiod Theogony 230
320. ↑  Homer Iliad 19,85
321. 1 2  Aeschylus Agamemnon 385
322. 1 2 3  Hesiod Theogony 383, Apollodorus 1.9, Hyginus Preface
323. 1 2  Aeschylus Eumenides 532
324. 1 2  Sophocles Oedipus the King 151
325. ↑  Quintus Smyrnaeus 8.424
326. ↑  Eustathius on Homer 944 &/or Roman Antiquities
327. ↑  Hesiod Theogony 225, Hesiod Works & Days 11
328. ↑  Hesiod Works & Days 804
329. 1 2 3  Orphic Rhapsody Frag
330. ↑  Plutarch Aristides 20.5
331. ↑  Orphic Rhapsody Frag 159
332. 1 2  Hesiod Theogony 225
333. ↑  Apuleius 6.24
334. 1 2  Pindar Pythian Ode 8
335. ↑  Hesiod Theogony 231, Hesiod Works & Days 804
336. ↑  Herodotus Histories 6.86c
337. 1 2 3  Pindar Olympian 13.10, Herodotus 8.77.1
338. ↑  Hesiod Theogony 212, Homer Iliad 14.250, Aeschylus Frag 250, Seneca Hercules Furens1068, Nonnus Dionysiaca 31.103Hesiod Theogony 212, Homer Iliad 14.250, Aeschylus Frag 250, Seneca Hercules Furens1068, Nonnus Dionysiaca 31.103
339. ↑  Pausanias 5.14.9
340. ↑  Other references
341. ↑  Homer Iliad 19.85
342. ↑  Homer Iliad 9.450, Quintus Smyrnaeus 10.300
343. ↑  Euripides Heracles 844
344. 1 2 3  Hesiod Theogony 216
345. ↑  Hesiod Theogony 223, Pausanias 7.5.3
346. ↑  Pausanias 7.5.3, Nonnus Dionysiaca 48.375, Tzetzes on Lycophron 88
347. ↑  Homerica Cypria Frag 8
348. ↑  Homerica Cypria 8, Apollodoros 3.127, Hyginus Astronomy 2.8
349. ↑  Orphic Rhapsodies Frag 159
350. ↑  Hesiod Theogony 212; Sappho Frag 63, Statius Thebaid 10,112
351. 1 2  Ovid Metamorphoses 11.592
352. ↑  Alcaeus Frag 406
353. 1 2  Aeschylus Seven 223
354. ↑  Hermeseniax Frag, Pausanias 9.35.1
355. ↑  Hesiod Theogony 349
356. ↑  Sappho Frag 96, 200, Aeschylus Suppliant Women 1039
357. ↑  Alcman Frags 3 & 64
358. 1 2 3  Orphic Rhapsodies Frag
359. ↑  Scholiast on Euripides' Orestes 920
360. ↑  Suidas s.v. Iynx
361. 1 2 3  Plato Symposium 178
362. ↑  Virgil Aeneid 4.174
363. ↑  Hesiod Theogony 969, Diodorus Siculus 5.77.1, Hyginus Astronomica 2.4
364. ↑  Folk Songs Frag 862, Greek Lyric Scolia Frag 885
365. ↑  Aesop Fables 130
366. ↑  Suidas s.v. Praxidike
367. ↑  Hesiod Theogony 212, Homer Iliad 14.250, Pausanias 5.18.1, Seneca Hercules Fur. 1068
368. ↑  Ovid Fasti 4.1, Seneca Phaedra 274
369. ↑  Scholiast on Apollonius of Rhodes (trans. Campbell, Vol. Greek Lyric III Ibycus Frag 324) (Greek scholia)
370. ↑  Ibycus Frag 284, Anacreontea Frag 44, Apollonius Rhodius 3.82, Pausanias 9.27.1, Plato Phaedrus, Philostratus Younger 8, Oppian Halieutica 4.10, Hyginus Astronomica 2.30, Ovid Metamorphoses 1.452 & 5.363, Seneca Phaedra 274, Statius Silvae 1.2.51, Apuleius 11.218, Nonnus Dionysiaca 4.238 & 33.4
371. ↑  Ibycus Frag 575, Nonnus Dionysiaca 5.88
372. ↑  possibly Hesiod Theogony 176, Sappho Frag 198, Nonnus Dionysiaca 33.4 & 41.128
373. ↑  Sappho Frag 198
374. ↑  Pausanias 9.27.1
375. ↑  Plato Symposium 17
376. ↑  Hesiod Theog 176, Ovid Fasti 4.1
377. ↑  Licymnius Frag 768A
378. ↑  Antoninus Liberalis 23
379. ↑  Nonnus Dionysiaca 33.64
380. ↑  Seneca Medea 110
381. ↑  Aeschylus Suppliants 1034
382. ↑  Hesiod Theogony, et. al.
383. ↑  Hesiod Theogony, Apollodorus 1,13
384. ↑  Hesiod Theogony 217, Aeschylus Eumenides 961, Greek Lyric V Anon 1018, Orphic Hymn 59
385. ↑  Hyginus Pref, Cicero De Natura Deum 3.17
386. ↑  Tzetzes ad Lycophron
387. ↑  Lycophron 144, Athenaeus 15
388. ↑  Homer Iliad, et. al.
389. ↑  Bacchylides Frag 52, Orphic Hymn 69, Apollodorus 1.3, et al
390. ↑  Hesiod Theogony 176, Bacchylides Frag 52
391. ↑  Aeschyluls Eumenides 321, Lycophron 432, Virgil Aeneid 6.250, Ovid Metamorphoses 4.453
392. ↑  Valerius Flaccus 1.730
393. ↑  Pseudo-Apollodorus, Bibliotheca 3. 77, Callimachus, Fragment 207
394. ↑  Quintus Smyrnaeus 8.39, Pausanias 8.25.3
395. ↑  Apollodorus 2.114
396. 1 2  Hyginus Fabulae 183
397. ↑  Pausanias 9.35.1, Hyginus Fabulae 183
398. ↑  Hesiod Theogony 901, Pindar Olympian Ode 13, Hy Lạp Lyric V Anon Frag 1018, Apollodorus 1,13, Orphic Hymn 43, Diodorus Siculus 5.72.5, Hyginus Fabulae 183
399. ↑  Nonnus Dionysiaca 38.268
400. ↑  Aeschylus Libation Bearers 939, Aeschylus Seven 667
401. ↑  Orphica Frag 159
402. ↑  Hesiod Theogony 901, Apollodorus 1.13, Orphic Hymn 43, Hyginus Fab 183
403. ↑  Pindar Olympian Ode 13
404. ↑  Alcman Frag 64
405. ↑  Orphic Hymn 60
406. 1 2  Pausanias 9.35.1
407. 1 2 3  Hesiod Theogony 901, Pindar Frag 30, Apollodorus 1,13, Pausanias 5.17.1, Orphic Hymn 43, Hyginus Fabulae 183
408. 1 2 3  Quintus Smyrnaeus 10,334
409. 1 2 3  Nonnus Dionysiaca 12.1
410. ↑  Hyginus Fabulae 183, Nonnus Dionysiaca 41,263
411. ↑  Quintus Smyrnaeus 2.490
412. ↑  Hesiod Theogony 75, Apollodorus 1.13, Diodorus Siculus 4.7.1, Orphic Hymn 76, Plato Phaedrus 259
413. ↑  Hesiod Theogony 75, Apollodorus 1.13, Diodorus Siculus 4.7.1, Orphic Hymn 76
414. ↑  Isyllus Hymn to Asclepius
415. 1 2 3  Apollodorus 1.18
416. ↑  Apollodorus 1.15
417. ↑  Pindar Dirges Frag 139, Bacchylides Frag 28, Apollodorus 1.15, Apollonius Rhodius 1.24, Hyginus Fabulae 14, Nonnus Dionysiaca 13.430
418. ↑  Terpander Frag 15, Timotheus Frag 791, Pausanias 9.30.1, Philostratus Younger 11, Callistratus 7
419. ↑  Suidas s.v. Ailinos
420. 1 2  Pindar Dirges Frag 139
421. ↑  Apollodorus 1.16
422. ↑  Greek Lyric V Licymnius
423. ↑  Apollodorus 1.18 & 1.63, Lycophron 712, Hyginus Fabulae 141
424. ↑  Pausanias 9.29.5, Suidas s.v. Linos
425. ↑  Hyginus Fabulae 161
426. 1 2  Suidas s.v. Linos
427. ↑  Pindar Dirges Frag 139, Nonnus Dionysiaca 24.77 & 34.67
428. ↑  Homerica Fragments 1, Folk Songs Frag 880
429. ↑  Apollonius Rhodius 4.892, Nonnus Dionysiaca 13.313
430. 1 2  Plutarch Symposium 9.14
431. ↑  Pausanias 9.39.3
432. ↑  Cicero De Natura Deorum 3.21, Tzetzes on Hes. 23
433. ↑  Eumelus Frag 35, Tzetzes
434. ↑  Epicharmis, Tzetzes on Hes. 23
435. ↑  Hesiod Theogony 907, Pindar Olympian Ode 14, Apollodorus 1,13, Orphic Hymn 60, Pausanias 9.35.1
436. ↑  Homer Iliad 18,382, Pausanias 9.35.1
437. ↑  Hesiod Theogony 907, Onomacritus Frag, Apollodorus 1.13, Callimachus Aetia Frag 6, Pausanias 9.35.1, Hyginus Preface
438. 1 2  Antimachus Frag, Pausanias 9.35.1, Suidas 'Aigles Kharites'
439. 1 2  Colluthus 88 & 174, Nonnus Dionysiaca 31.103
440. 1 2  Anacreontea Frag 38
441. 1 2  Nonnus Dionysiaca 15.87 & 48.530
442. ↑  Ancient Greek Vase Painting
443. ↑  Homer Iliad 14,231, Pausanias 9.35.1, Statius Thebaid 2,285, Nonnus Dionysiaca 15.87
444. ↑  Nonnus Dionysiaca 15.87 & 33.37
445. ↑  Nonnus Dionysiaca 31.103
446. ↑  Pausanias, Description of Greece 9. 35
447. ↑  Pausanias 3.18.6 & 9.35.1
448. ↑  Hippocrates Hippocratic Oath, Greek Lyric V Anon. Frag 939 Erythae Inscription, Aristophanes Plutus 701, Suidas s.v. Epione
449. ↑  Greek Lyric V Anonymous Fragments 939, Suidas s.v. Epione
450. ↑  Scholiast on Aristophanes Plutus 701
451. ↑  Suidas s.v. Epione
452. 1 2 3  Greek Lyric V Anonymous Frag 939 Erythrae Inscription, Suidas s.v. Epione
453. 1 2  Aristophanes Plutus 701
454. ↑  Pausanias 1.23.5 & 5.20.2